# 제1차 세계 대전의 미국
미국은 1917년 4월 6일 독일 제국에 선전포고를 하면서 제1차 세계 대전에 직접 참전하게 되었다. 이 선전포고는 전쟁 시작 이후 약 3년간 지속된 미국의 중립을 종식시켰으며, 1918년 11월 11일 휴전과 정전이 선언될 때까지 미국의 참전은 19개월간 지속되었다. 미국은 1917년 이전에도 영국, 프랑스, 그리고 다른 연합국에 필요한 물자, 원자재, 자금을 제공하는 데 중요한 역할을 했다.
선전포고 후, 미국은 500만 명 이상의 군인을 동원했다. 미육군장군 존 J. 퍼싱 장군이 프랑스에 파견된 미국 원정군 (AEF)의 총사령관으로 복무했으며, 이 중 200만 명 이상의 미군 병력이 참전했다. 미군은 1917년 6월부터 유럽에 도착하기 시작했으며, 처음에는 느린 속도였으나 1918년 여름에는 하루 1만 명의 병력이 도착할 정도로 급증했다. 미국의 지상 전투는 대부분 서부 전선에서 벌어졌다. 해상에서는 미국 해군이 연합국 호송 시스템과 진행 중인 독일 잠수함과의 전투에서 핵심적인 역할을 했다. 전쟁에서 11만 6천 명 이상의 미군이 전사했다.
초기에는 군대, 경제, 노동력 동원에 지연이 있었지만, 1918년 봄까지 미국은 전쟁에 참여할 준비를 마쳤다. 우드로 윌슨 대통령의 지도 아래, 전쟁은 미국 연방 정부의 극적인 확장을 가져왔으며, 이는 전쟁 노력을 활용하고 미군의 규모를 크게 늘리기 위한 시도였다. 이 전쟁은 또한 세계에 개혁과 민주주의를 가져오려는 진보 시대의 절정기이기도 했다.

## 시작
미국은 1917년 4월 6일에 제1차 세계 대전에 참전했다. 초기부터 영국에 대한 조기 지원을 주장하는 친영 세력을 제외하고는 아일랜드계 미국인, 독일계 미국인, 스칸디나비아계 미국인들 사이에서 중립에 대한 미국 대중의 정서가 특히 강했다. 교회 지도자들과 일반 여성들 사이에서도 중립 의견이 강했다. 한편, 제1차 세계 대전이 발발하기 전에도 미국인들의 의견은 독일 제국에 대해 유럽의 다른 어떤 나라보다도 부정적이었다. 시간이 지나면서, 특히 1914년 벨기에 학살 보고서와 1915년 여객선 RMS 루시타니아 침몰 이후, 미국인들은 점점 더 독일 제국을 침략자로 인식하게 되었다.

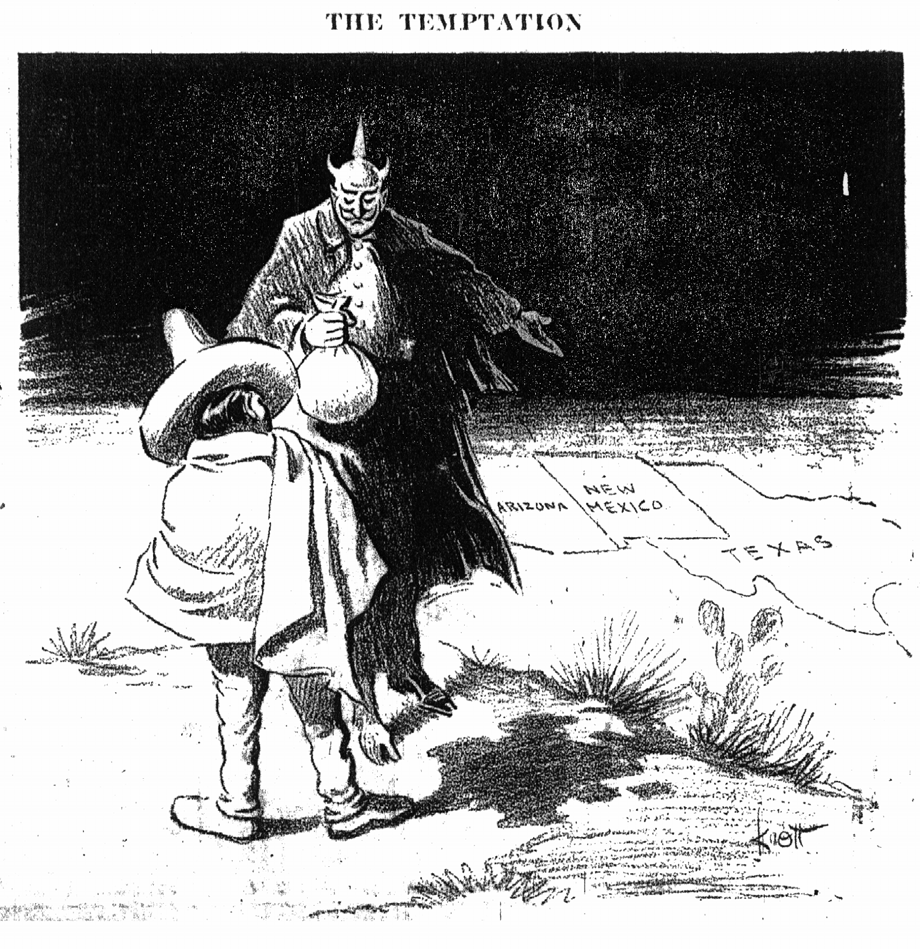
1917년 치머만 전보에 대한 댈러스 모닝 뉴스에 실린 만평

미국 대통령으로서 윌슨은 외교 문제에 대한 주요 정책 결정을 내렸다. 미국이 평화로운 시기에는 국내 경제가 자유방임주의로 운영되었으며, 미국 은행들은 영국과 프랑스에 막대한 대출을 해주었다. 이 자금은 주로 대서양 건너편에서 군수품, 원자재, 식량을 구매하는 데 사용되었다. 1917년까지 윌슨은 지상전에 대한 준비를 최소화하고, 방위력 강화 요구가 증가함에도 불구하고 미국 육군을 소규모 평시 상태로 유지했다. 그러나 그는 미국 해군을 확장했다.
1917년, 러시아 혁명과 전쟁에 대한 광범위한 환멸, 그리고 영국과 프랑스의 신용 부족으로 독일 제국은 유럽에서 우위를 점하고 있는 것처럼 보였으며, 오스만 제국은 중동 지역의 영토를 고수했다. 같은 해, 독일 제국은 영국 해역에 접근하는 모든 선박에 대해 무제한 잠수함 작전을 재개하기로 결정했다. 영국을 항복하게 만들려는 이 시도는 거의 확실히 미국을 전쟁으로 끌어들일 것이라는 사실과 균형을 이루었다. 독일 제국은 또한 치머만 전보로 알려진 암호화된 전보를 통해 멕시코가 멕시코-미국 전쟁에서 잃었던 영토를 되찾는 데 도움을 주겠다는 비밀 제안을 했으며, 이는 영국 정보기관에 의해 가로채졌다. 이 통신문의 공개는 독일 U보트가 북대서양에서 미국 상선을 침몰시키기 시작하면서 미국인들을 격분시켰다. 윌슨은 이어서 미국 의회에 "전쟁을 끝내기 위한 전쟁"이자 "세계를 민주주의를 위한 안전한 곳으로 만들" 것을 요청했으며, 의회는 1917년 4월 6일 독일 제국에 대한 선전포고를 의결했다. 1917년 12월 7일, 미국은 오스트리아-헝가리에 선전포고를 했다.

## 중립

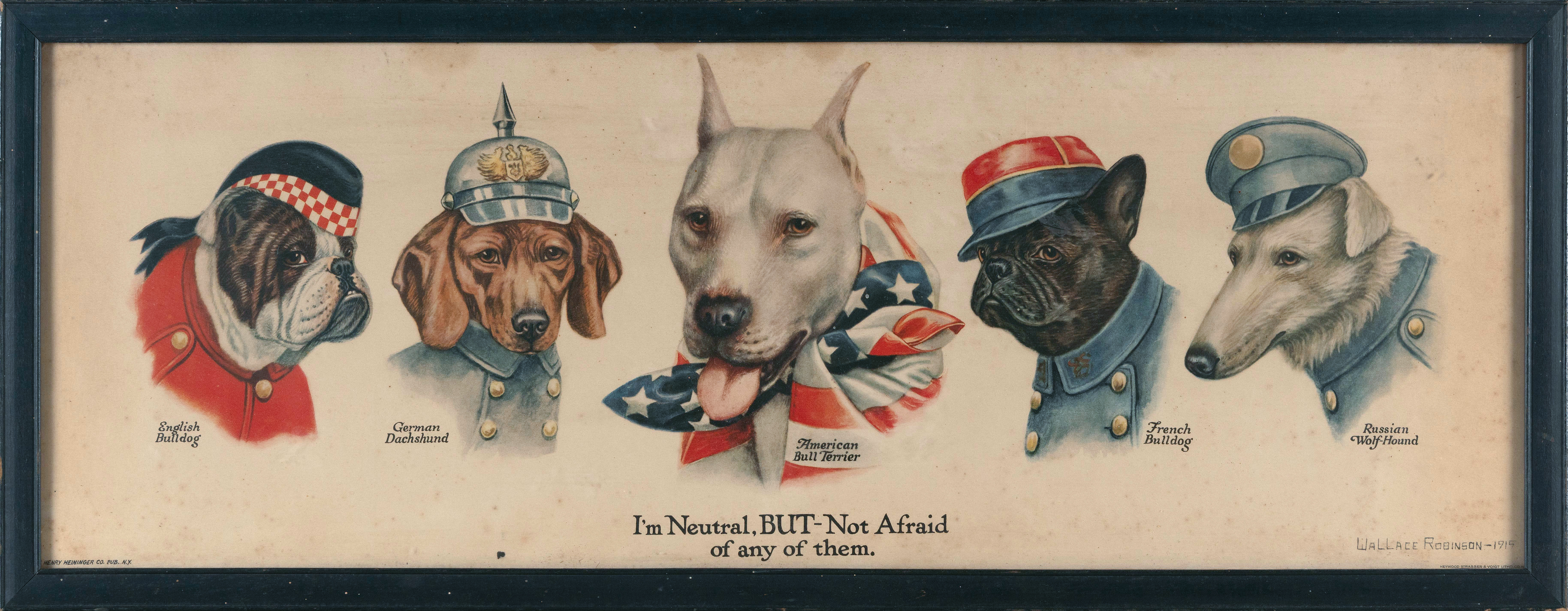
1915년 미국의 중립에 대한 만평

1914년 전쟁이 시작된 후, 미국과 일본은 유일하게 참전하지 않은 열강이었다. 미국은 우드로 윌슨 대통령의 독일 제국에 대한 반감에도 불구하고 중립 정책을 선언했다.
1915년 5월 7일, 독일의 U-20 잠수함이 영국 여객선 루시타니아를 침몰시켜 미국 시민 128명이 사망하자, 윌슨은 독일의 여객선 공격 중단을 요구하며, 미국이 "미국인의 권리"와 "국제적 의무"를 위반하는 무제한 잠수함 작전을 용납하지 않을 것이라고 경고했다. 윌슨의 국무장관인 윌리엄 제닝스 브라이언은 독일의 U보트 공격에 대한 대통령의 항의가 미국의 공식적인 중립 약속과 상충된다고 생각하여 사임했다. 한편, 윌슨은 전 대통령 시어도어 루스벨트가 이끄는 매파들의 압력을 받았다. 루스벨트는 독일의 행위를 "해적 행위"라고 비난했으며, 세실 스프링 라이스와 에드워드 그레이 경이 이끄는 영국 대표단도 압력을 가했다.
미국 대중은 1916년 7월 30일 저지시티의 블랙 톰에서 발생한 독일의 사보타주 의혹과 1917년 1월 11일 현재의 린드허스트에서 발생한 킹스랜드 폭발에 분노했다.
결정적으로, 1917년 봄까지 윌슨 대통령의 공식적인 중립 약속은 마침내 무너졌다. 윌슨은 파리 강화 회의에서 평화를 형성하고 국제연맹에 대한 자신의 비전을 실현하기 위해 전쟁에 참여해야 한다는 것을 깨달았다.

## 여론

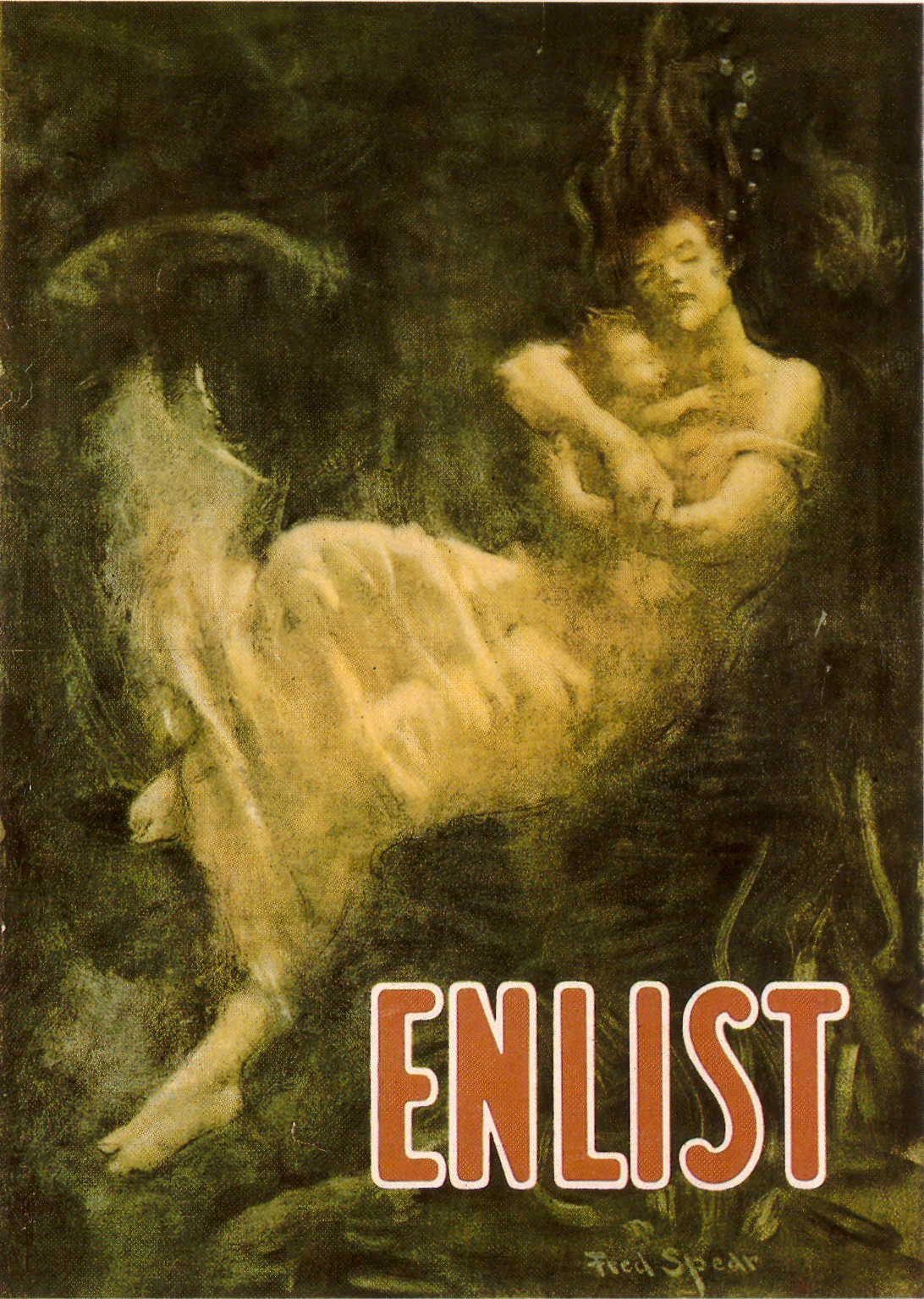
루시타니아 침몰 이후 반독 감정이 급증했다. 이 모집 포스터는 익사하는 어머니와 아이를 묘사하고 있다.

미국 대중의 의견은 분열되어 있었고, 1917년 초까지 대부분의 미국인들은 미국이 전쟁에 개입하지 말아야 한다는 의견이었다. 의견은 점차 변화했는데, 부분적으로는 벨기에와 루시타니아에서 독일의 행동에 대한 반응이었고, 부분적으로는 독일계 미국인들의 영향력이 줄어들었기 때문이었으며, 부분적으로는 미국이 세계를 민주주의에 안전한 곳으로 만들기 위해 역할을 해야 한다는 윌슨의 입장에 대한 반응이었다.
일반 대중에서는 독일 제국 편에 서서 전쟁에 참전하는 것에 대한 지지는 거의 없었다. 대다수의 독일계 미국인들과 스칸디나비아계 미국인들은 미국이 중립을 유지하기를 원했지만, 전쟁 발발 당시 수천 명의 미국 시민들이 독일군에 입대하려 했다. 대도시에 기반을 두고 종종 민주당 기구를 장악했던 아일랜드계 가톨릭 공동체는 어떤 식으로든 영국을 돕는 것에 강력히 반대했으며, 특히 1916년 아일랜드의 부활절 봉기 이후 더욱 그러했다. 신학적 입장에 관계없이 대부분의 미국 개신교 교회 지도자들은 미국이 평화를 중재할 수 있는 평화적 해결책을 선호했다. 제인 애덤스로 대표되는 여성 운동 지도자들도 마찬가지로 평화적 해결책을 모색했다. 가장 저명한 전쟁 반대자는 산업가 헨리 포드로, 그는 직접 자금을 대고 유럽에 평화 선박을 이끌고 가서 교전국들 간의 협상을 시도했으나, 협상은 이루어지지 않았다.
영국은 지식인들과 영국과 긴밀한 관계를 가진 가족들 사이에서 상당한 지지를 받았다. 가장 저명한 지도자는 영국에서 이민 온 주요 산업가인 시카고의 새뮤얼 인설이었다. 인설은 많은 선전 활동에 자금을 지원했으며, 캐나다군에 입대하여 싸우기를 원하는 젊은 미국인들에게 자금을 지원했다.

## 군사준비운동
1915년이 되자 미국인들은 전쟁에 훨씬 더 많은 관심을 기울였다. 루시타니아 침몰은 독일의 잔혹성에 대한 맹렬한 비난을 불러일으켰다. 동부 도시들에서는 새로운 "준비" 운동이 나타났다. 이 운동은 미국이 방어 목적으로 강력한 해군과 지상군을 즉시 건설해야 한다고 주장했다. 암묵적인 가정은 미국이 조만간 전쟁을 치를 것이라는 점이었다. 준비 운동의 주역은 모두 공화당원이었는데, 특히 레너드 우드 장군, 전 대통령 시어도어 루스벨트, 전 국방장관 엘리후 루트와 헨리 스팀슨이 그러했다. 이들은 많은 저명한 은행가, 산업가, 변호사, 그리고 명문가의 후손들을 영입했다. 실제로, 상류층 변호사, 은행가, 학자, 북동부의 정치인들로부터 주로 구성된 "대서양주의" 외교 정책 기득권층이 등장했는데, 이들은 친영 국제주의 노선에 전념했다.

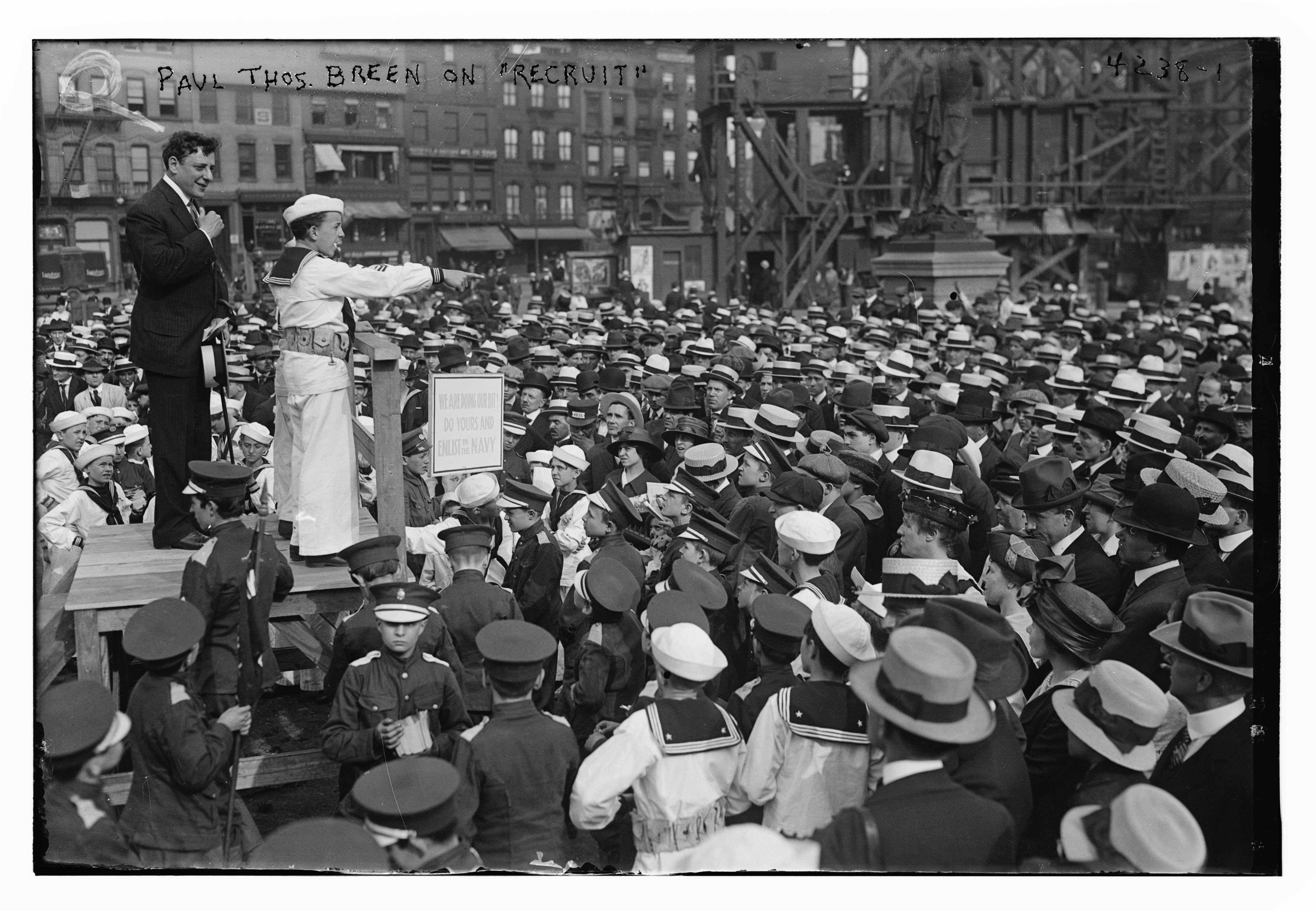
뉴욕 시 유니언 스퀘어의 육상함 USS 리크루트 (1917)

군사준비운동은 정치학자들이 "현실주의"라고 부르는 세계관을 가지고 있었다. 그들은 민주주의나 민족 자결과 같은 이상적인 명분에 초점을 맞춘 이상주의적 십자군 원정보다 경제적 힘과 군사력이 더 결정적이라고 믿었다. 그들은 국방의 취약한 상태를 반복적으로 강조하며, 미국의 10만 명 규모의 육군이 11만 2천 명의 국가방위군에 의해 증강되더라도 독일군에 비해 20대 1로 열세임을 보여주었다. 마찬가지로 1915년에는 영국, 대영 제국, 프랑스, 러시아, 오스트리아-헝가리, 오스만 제국, 이탈리아, 불가리아, 루마니아, 세르비아, 벨기에, 일본, 그리스의 군대는 모두 미군보다 규모가 크고 경험이 많았다.
그들은 매년 18세가 되는 60만 명의 남성이 6개월간 군사 훈련을 받고 예비군 부대에 배정되어야 하는 UMT 또는 "보편적 병역"을 요구했다. 소규모 정규군은 주로 훈련 기관이 될 것이었다. 그러나 여론은 그렇게까지 나아가려 하지 않았다.
정규군과 군사준비운동 지도자들은 모두 국가방위군에 대해 낮은 평가를 내렸는데, 그들은 국가방위군을 정치화되고, 지방적이며, 무기가 열악하고, 훈련이 부족하며, 이상주의적 십자군 운동에 지나치게 기울어져 있고(예: 미국-스페인 전쟁 시기), 세계 문제에 대한 이해가 너무 부족하다고 보았다. 반면에 국가방위군은 주 및 지방 정치에 확고하게 뿌리내리고 있었고, 미국 정치경제의 매우 넓은 단면을 대표하고 있었다. 국가방위군은 (일부 북부 주에서는) 흑인 남성을 백인 남성과 동등하게 받아들이는 몇 안 되는 국가 기관 중 하나였다.

### 민주당의 반응
민주당은 군사준비운동을 위협으로 간주했다. 루스벨트, 루트, 우드는 공화당의 잠재적 대선 후보였다. 더욱 미묘하게는 민주당이 국가방위군을 높이 평가하는 지방주의에 뿌리를 두고 있었고, 유권자들은 처음부터 부유하고 강력한 자들을 적대시했다. 의회를 장악하고 있던 민주당과 협력하여 윌슨은 군사준비 세력을 옆으로 밀어낼 수 있었다. 육군 및 해군 지도자들은 국가의 군대가 훌륭한 상태에 있다는 내용으로 의회 앞에서 증언하도록 강요받았다.
실제로, 미국 육군과 미국 해군 모두 병력, 규모, 군사 장비 또는 경험 측면에서 전쟁 준비가 되어 있지 않았다. 해군은 훌륭한 함선을 가지고 있었지만 윌슨은 이를 멕시코를 위협하는 데 사용하고 있었고, 함대의 준비 태세는 악화되었다. 가장 최신이자 가장 큰 두 전함인 텍사스와 뉴욕의 승무원들은 한 번도 포를 발사한 적이 없었고, 선원들의 사기는 낮았다. 육군과 해군 공군은 규모가 매우 작았다. 유럽 전쟁에서 공개된 새로운 무기 시스템의 홍수에도 불구하고, 육군은 거의 관심을 기울이지 않았다. 예를 들어, 참호전, 독가스 또는 전차에 대한 연구를 전혀 하지 않았고, 항공전의 빠른 진화에 익숙하지 않았다. 의회의 민주당원들은 1915년에 국방 예산을 삭감하려 했다. 군사준비운동은 1915년 5월 루시타니아호 침몰에 대한 격분한 반응을 효과적으로 이용하여 민주당이 군사 및 해군력의 일부 개선을 약속하도록 강요했다. 윌슨은 해군에 대한 두려움이 덜하여, 1920년대 중반까지 함대를 영국 영국 왕립 해군과 동등하게 만들도록 설계된 장기 건설 프로그램을 수용했지만, 이는 제2차 세계 대전까지는 실현되지 않았다. 여기에는 "현실주의"가 작용하고 있었다. 해군 제독들은 마한주의자들이었으며, 따라서 그들은 어떤 것에도 뒤지지 않는, 즉 영국 왕립 해군과 동등한 중장갑 함대를 원했다. 잠수함전의 현실(전함이 아닌 구축함이 필요했음)과 독일 제국(또는 영국)과의 임박한 전쟁 가능성은 단순히 무시되었다.
윌슨의 결정은 거센 논란을 불러일으켰다. 육군 장관 린들리 밀러 개리슨은 군사준비 지도자들의 많은 제안, 특히 대규모 연방 예비군 강조와 국가방위군 폐지 제안을 채택했다. 개리슨의 제안은 양당의 지방 정치인들을 격분시켰을 뿐만 아니라, 진보 운동의 자유주의적 날개가 공유하는 강한 신념, 즉 전쟁에는 항상 숨겨진 경제적 동기가 있다는 신념을 침해했다. 특히, 그들은 주요 전쟁 주동자들이 수백만 달러의 위험을 안고 있는 뉴욕 은행가들(예: J. P. 모건), 이윤을 추구하는 군수품 제조업자들(예: 갑옷을 만드는 베슬리헴 스틸, 화약을 만드는 듀폰), 그리고 통제할 세계 시장을 찾는 불특정 산업가들이라고 경고했다. 반전 비평가들은 그들을 맹비난했다. 로버트 M. 라 폴레트 상원의원이 지적했듯이, 특히 공화당 보수파에서는 이러한 이기적인 특수 이익이 너무 강력했다. 많은 사람들의 눈에 평화로 가는 유일한 길은 군비 축소였다.

### 국가적 논쟁

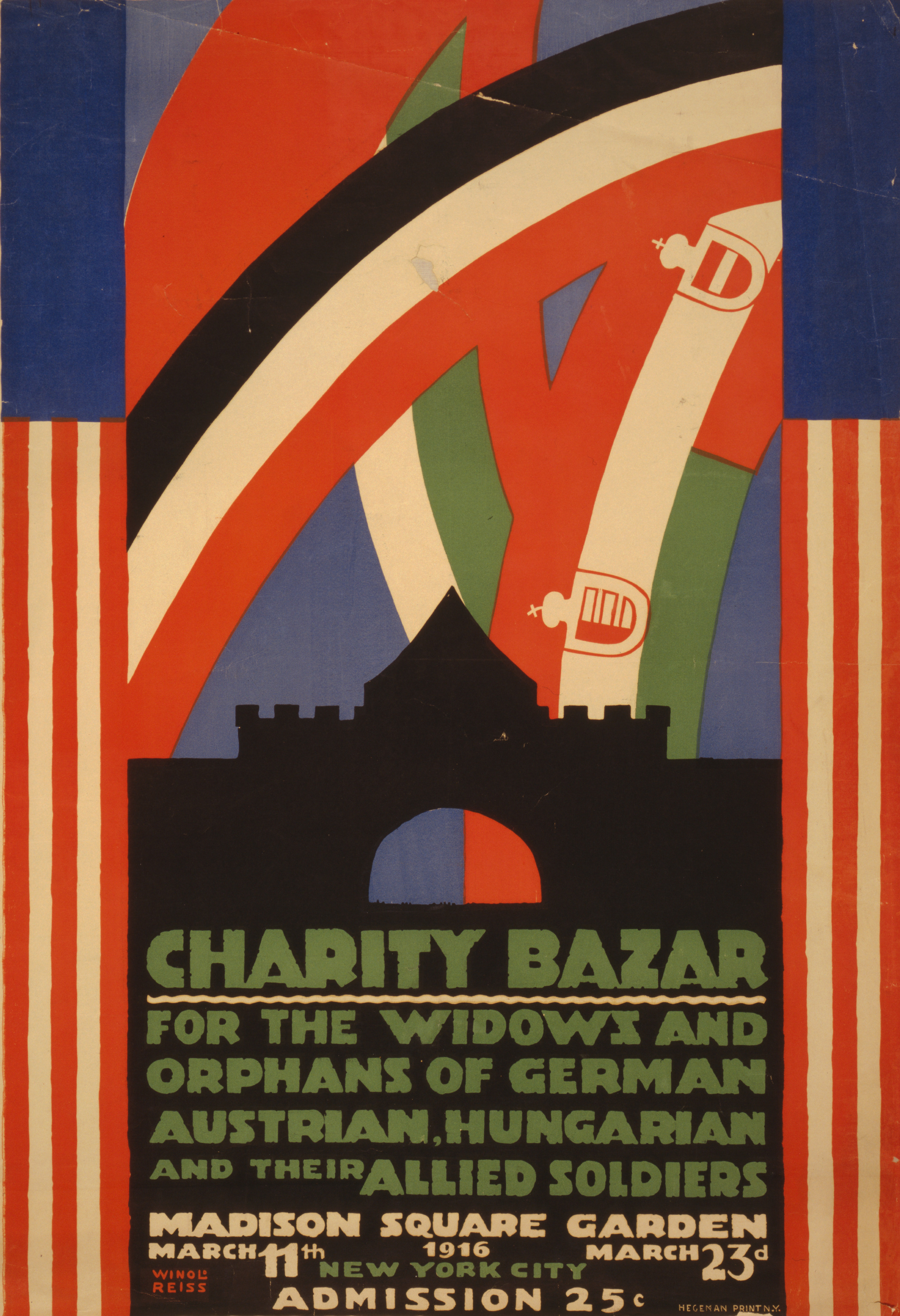
1916년 3월 매디슨 스퀘어 가든에서 동맹국의 미망인과 고아들을 위한 자금을 모금하는 자선 바자회 포스터. 이 포스터는 독일계 미국인 예술가(비놀트 레이스)가 그렸으며, 독일계 미국인, 헝가리계 미국인, 오스트리아계 미국인들의 공감을 불러일으키고자 했다.

개리슨의 계획은 평시 역사상 군사 계획과 국가 목표 간의 관계에 대한 가장 치열한 전투를 촉발시켰다. 평시에는 군수품 창고와 해군 조선소가 군함, 포병, 해군 포, 포탄 등 민간용으로 사용되지 않는 거의 모든 군수품을 제조했다. 식량, 말, 안장, 마차, 제복 등 민간 시장에서 구할 수 있는 품목은 항상 민간 계약자로부터 구매되었다.
헐 하우스의 제인 애덤스와 스탠퍼드 대학교의 데이비드 스타 조던 같은 평화 지도자들은 노력을 배가했으며, 이제 대통령이 "군국주의의 씨앗을 뿌리고, 군사 및 해군 계급을 양성하고 있다"고 비난했다. 많은 목사, 교수, 농민 대변인, 노동조합 지도자들이 합류했으며, 하원 군사위원회(House Military Affairs Committee)를 장악한 남부 민주당원 40여 명의 강력한 지지를 받았다. 곤경에 처한 윌슨은 1916년 초 주요 순회 연설에서 자신의 명분을 대중에게 알렸는데, 이는 그해 가을 그의 재선 캠페인을 위한 워밍업이었다.
윌슨은 중산층을 설득한 듯 보였지만, 대부분의 민족 노동계층과 깊이 고립주의적인 농민들에게는 거의 영향을 미치지 못했다. 의회는 여전히 움직이지 않았고, 그래서 윌슨은 클리블랜드 민주당 시장이자 군사준비에 대한 노골적인 반대자였던 뉴턴 베이커로 개리슨을 육군 장관으로 교체했다. 그 결과는 1916년 5월에 통과된 타협안으로, 전쟁이 계속되고 베를린은 미국이 너무 약해서 무시해도 되는지 논의 중이었다. 육군은 11,300명의 장교와 208,000명의 병력으로 두 배가 될 것이며, 예비군은 없었고, 국가방위군은 5년 안에 440,000명으로 확대될 것이었다. 새로운 장교를 위한 플래츠버그 모델의 여름 캠프가 승인되었고, 정부는 자체 질산염 공장을 건설하기 위해 2천만 달러를 받았다. 군사준비 지지자들은 낙심했고, 반전론자들은 기뻐했다. 미국은 이제 너무 약해서 전쟁에 나갈 수 없을 것이었다. 로버트 리 불라드 대령은 사적으로 "양측 [영국과 독일 제국] 모두 우리를 경멸하고 무시하며; 우리의 어리석고 자만한 우월 의식은 우리 얼굴에 폭발했고 당연한 결과였다"고 불평했다. 하원은 해군 계획도 망쳐, "대함대" 계획을 189대 183으로 부결시키고 전함 건조를 취소했다. 유틀란트 해전 (1916년 5월 31일/6월 1일)에서 독일 주력 대양함대는 훨씬 강력한 영국 왕립 해군의 그랜드 함대와 기념비적이지만 결론 없는 충돌을 벌였다. 이 전투가 마한주의 교리의 타당성을 증명한다고 주장하면서, 해군주의자들은 상원을 장악하고 하원의 연합을 깨뜨렸으며, 모든 종류의 전함에 대한 신속한 3개년 증강을 승인했다. 새로운 무기 시스템인 해군 항공에는 350만 달러가 배정되었고, 정부는 자체 장갑판 공장을 건설할 수 있도록 승인되었다. 미국의 군사력의 바로 그 약점은 독일 제국이 1917년에 무제한 잠수함 공격을 시작하도록 부추겼다. 독일은 이것이 미국과의 전쟁을 의미한다는 것을 알았지만, 미국 육군이 미미하고 새로운 전함이 1919년까지는 바다에 나오지 않을 것이므로 그때쯤이면 전쟁은 독일 제국의 승리로 끝날 것이라고 생각하여 즉각적인 위험을 무시할 수 있었다. 군비 증강이 전쟁으로 이어진다는 생각은 역전되었다. 1916년에 무장하기를 거부한 것이 1917년의 전쟁으로 이어진 것이다.

## 선전포고

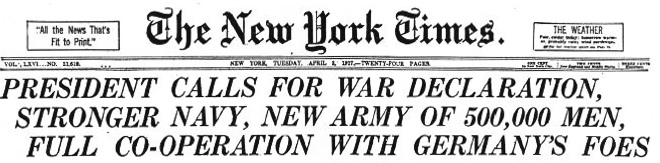
1917년 4월 3일자 뉴욕 타임즈

1917년 1월, 독일 제국은 영국이 평화 협상에 나서도록 강요하기 위해 무제한 잠수함 작전을 재개했다. 아르투어 치머만 독일 외무장관은 치머만 전보로 알려진 멕시코에 보낸 전보에서, 미국이 독일 제국에 선전포고할 경우 멕시코 혁명으로 혼란에 빠진 멕시코에 미국에 대항하는 독일 제국의 동맹국으로 참여해 달라고 요청했다. 그 대가로 독일은 멕시코에 돈을 보내고 70년 전 멕시코-미국 전쟁 중에 잃었던 텍사스주, 뉴멕시코주, 애리조나주 영토를 되찾는 것을 돕겠다고 약속했다. 영국 정보기관은 이 전보를 가로채 워싱턴에 전달했다. 윌슨은 치머만 노트를 대중에게 공개했고, 미국인들은 이를 전쟁의 정당성으로 보았다.

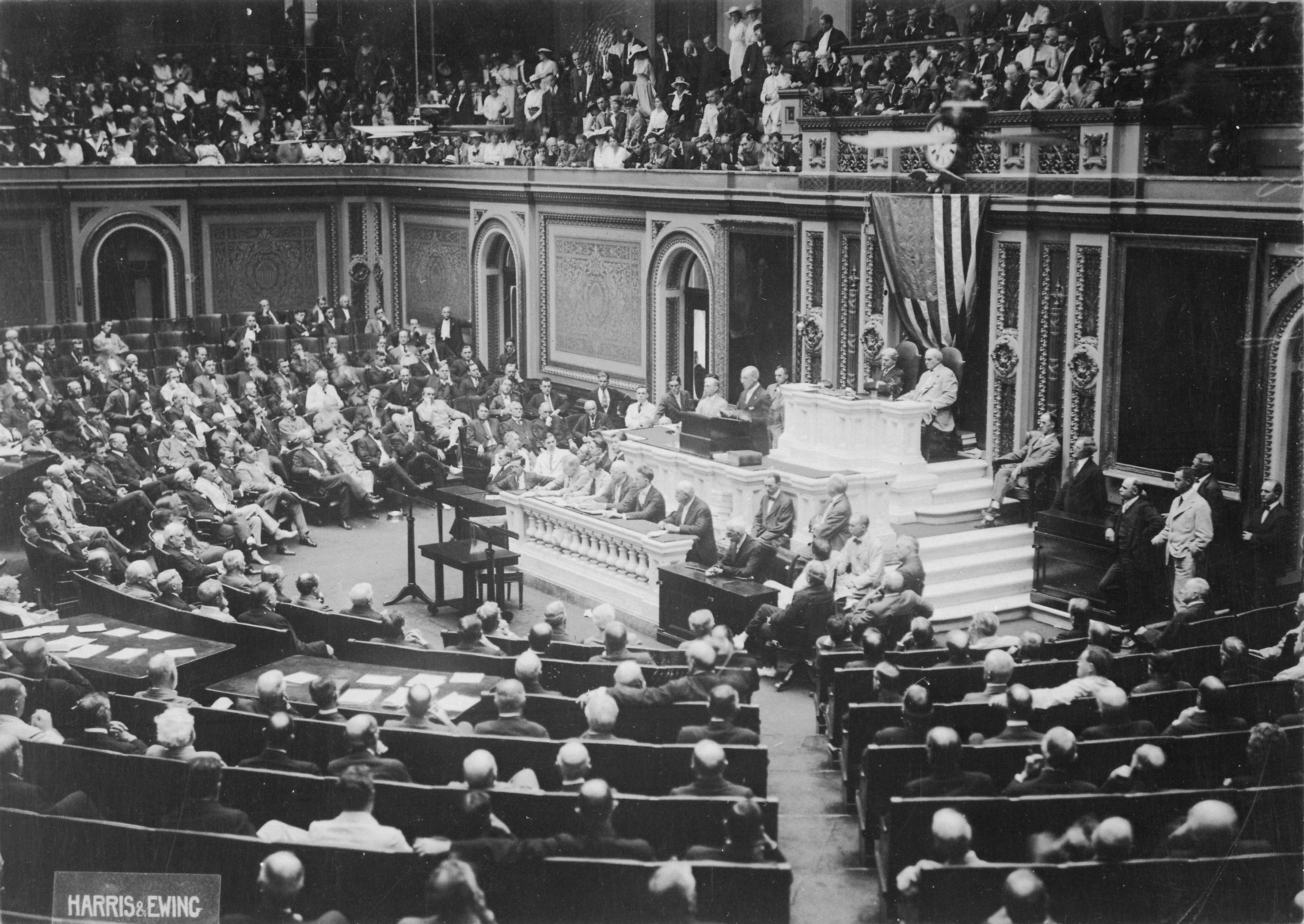
1917년 2월 3일, 독일 제국과의 공식 관계 단절을 선언하는 윌슨 대통령의 의회 연설.

처음에 윌슨은 중립을 유지하면서 독일 잠수함을 침몰시킬 수 있을 만큼 강력한 대포로 미국 상선을 무장시켜 잠수함에 맞서 싸우려 했다(하지만 U보트가 수중에 있을 때는 무용지물이었다). 잠수함이 미국 상선 7척을 침몰시킨 후, 윌슨은 마침내 1917년 4월 2일 의회에 독일 제국에 대한 선전포고를 요청했고, 의회는 4월 6일에 이를 가결했다.
1917년 러시아의 러시아 2월 혁명의 결과로 차르가 퇴위하고 러시아 임시정부가 들어섰다. 이는 미국이 전제 군주에 의해 통치되는 나라와 함께 싸우는 것에 대한 윌슨의 망설임을 극복하는 데 도움이 되었다. 임시정부의 친전적인 입장에 만족한 미국은 1917년 3월 9일 새 정부를 외교적으로 승인했다.
더욱이, 전쟁이 격화되면서 윌슨은 전쟁에 참전하는 것을 전쟁 종결 후 필연적으로 이어질 국제 회의의 입장권으로 점점 더 인식하기 시작했다. 이는 미국을 국제 무대에서 더욱 중요한 역할을 하는 주체로 만들려는 그의 폭넓은 사명(나중에 그의 14개조 원칙에서 확장될)의 일부였다.
의회는 1917년 12월 7일 오스트리아-헝가리에 선전포고를 했지만, 다른 동맹국인 불가리아, 오스만 제국 또는 동맹국과 동맹을 맺은 여러 소규모 참전국에 대해서는 선전포고를 하지 않았다. 따라서 미국은 중부 및 동부 유럽, 중동, 캅카스, 북아프리카, 사하라 이남 아프리카, 아시아 및 태평양의 군사 작전에 개입하지 않았다.

## 국내 전선
국내 전선은 전쟁 승리에 필요한 병력, 식량, 군수품, 자금을 생산하기 위해 전체 인구와 경제를 체계적으로 동원해야 했다. 만족스러운 상태에 도달하는 데 1년이 걸렸다. 전쟁은 이미 2년 동안 격렬하게 진행되었지만, 워싱턴은 영국과 다른 연합국들이 국내 전선에서 해결해야 했던 문제들을 계획하거나 심지어 인식하는 것을 피했다. 그 결과, 처음에는 혼란의 정도가 높았다. 마침내 1918년에 효율성이 달성되었다.

제1차 세계 대전 선전 포스터. 미국 원정군의 징병을 위한 것이다.

전쟁은 효율성과 전문성이 매우 중요하게 여겨지던 진보 시대 한가운데에 일어났다. 따라서 연방 정부는 군수품과 식량 생산을 위한 경제 재편, 그리고 선전 목적으로 필요한 전문성을 한데 모으기 위해 5만에서 1백만 명에 이르는 신규 직원을 둔 수많은 임시 기관을 설립했다.

### 식량
효율성 면에서 가장 존경받던 기관은 허버트 후버가 이끄는 미국 식품 관리청이었다. 이 기관은 미국인들에게 식비를 절약하고 가족 소비를 위해 뒷마당에 전시정원을 가꾸도록 교육하는 대규모 캠페인을 시작했다. 이 기관은 국가의 식량 분배와 가격을 관리하며 후버를 대통령감의 독립적인 세력으로 명성을 쌓았다.

### 재정

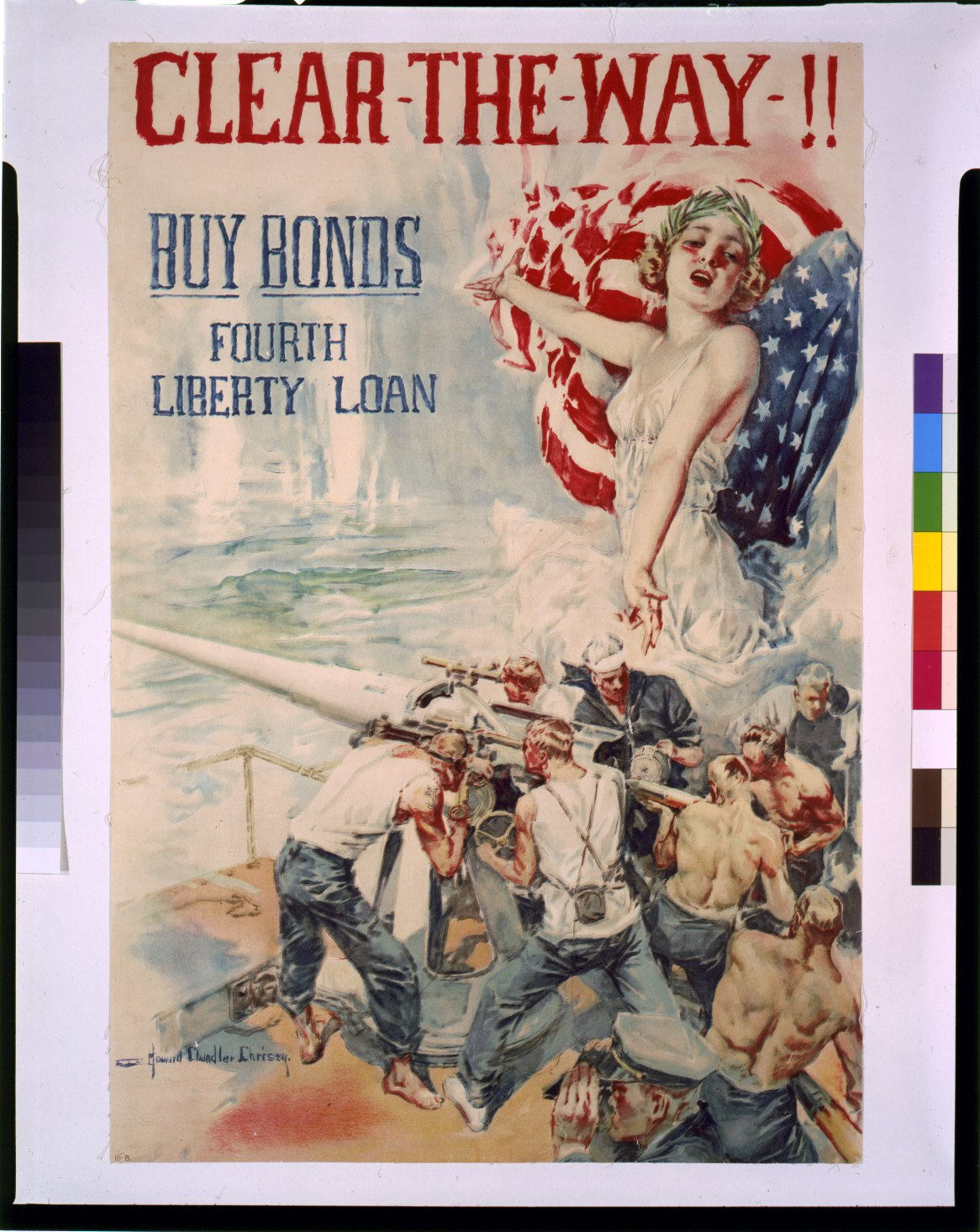
자유채권 포스터

1917년 정부는 전쟁으로 인한 막대한 경제적, 재정적 압박에 대비하지 못했다. 워싱턴은 서둘러 경제에 대한 직접적인 통제를 가했다. 전쟁 총비용은 330억 달러에 달했는데, 이는 1916년 전체 국고 수입의 42배에 달하는 규모였다. 헌법 수정안은 1913년에 소득세를 합법화했으며, 원래 매우 낮은 세율은 특히 남부 진보 세력의 요구로 극적으로 인상되었다. 세금 법안 작성 위원회인 세입 및 세출 위원회 위원장인 노스캐롤라이나 주 의원 클로드 키친은 동부 사업가들이 전쟁을 촉구하는 데 앞장섰으므로 전쟁 비용을 지불해야 한다고 주장했다. 대부분의 노동자들이 연간 1,000달러 미만을 벌던 시대에, 가족의 기본 면세액은 2,000달러였다. 그 이상 소득에 대한 세금은 1917년 2%에서 시작하여 1918년에는 12%로 급증했다. 여기에 5,000달러 이상 소득에 대한 1%의 추가 세금부터 1,000,000달러 이상 소득에 대한 65%의 추가 세금이 부과되었다. 그 결과, 미국 납세자의 상위 22%가 개인 소득세의 96%를 납부했다. 기업들은 "초과 이윤"에 대한 새로운 세금, 특히 전쟁 전 수준을 초과하는 이윤에 대해 20%에서 80%에 이르는 세금을 직면했다. 또한 자동차, 보석, 카메라 또는 모터보트를 구매한 모든 사람이 납부하는 소비세도 있었다.
가장 큰 수입원은 전쟁 채권에서 나왔는데, 이는 일반 미국인들에게 다가가기 위한 정교하고 혁신적인 캠페인을 통해 대중에게 효과적으로 판매되었다. 영화배우와 다른 유명인사들은 수백만 장의 포스터와 수많은 4분 연설가들의 지원을 받아 채권 구매의 중요성을 설명했다. 1918년 제3차 자유 대출 캠페인에서는 전체 가구의 절반 이상이 가입했다. 총 210억 달러의 채권이 3.5%에서 4.7%의 이자율로 판매되었다. 새로운 연방준비제도 시스템은 은행들이 가족들에게 채권 구매를 위한 돈을 대출해 주도록 장려했다. 모든 채권은 전쟁 후 이자와 함께 상환되었다. 미국이 전쟁에 참전하기 전, 뉴욕 은행들은 영국에 많은 대출을 해 주었다. 미국이 1917년 4월 참전한 후, 재무부는 영국, 프랑스 및 다른 연합국에 100억 달러의 장기 대출을 해 주었는데, 전쟁 후 상환될 것이라는 기대가 있었다. 실제로 미국은 러시아를 제외한 모든 국가가 1950년대까지 상환하도록 주장했으며, 이는 결국 달성되었다.

### 노동
미국노동연맹 (AFL)과 관련 노동조합은 전쟁 노력의 강력한 지지자였다. 급진적인 노동자들에 의한 전쟁 생산 방해에 대한 두려움은 AFL에 노동 분쟁의 인정과 중재를 얻을 정치적 영향력을 제공했으며, 이는 종종 노동자들의 개선에 유리하게 작용했다. 그들은 중재와 전시 정책을 위해 파업을 자제했으며, 전쟁이 절정에 달했을 때 거의 완전 고용이 달성되면서 임금이 급등했다. AFL 노동조합은 젊은이들이 군대에 입대하도록 강력히 장려했으며, 평화주의자, 반전 단체인 세계산업노동자연맹 (IWW), 급진 사회주의자들의 징병 감소 및 전쟁 생산 속도 저하 노력을 맹렬히 반대했다. 공장을 원활하게 운영하기 위해 윌슨은 1918년 국립 전쟁 노동 위원회를 설립하여 경영진이 기존 노동조합과 협상하도록 강제했다. 윌슨은 또한 AFL 회장 새뮤얼 곰퍼스를 강력한 국방위원회에 임명했으며, 그곳에서 그는 노동 전쟁 위원회를 설립했다.
전쟁 중 노동자들에게는 종종 자유를 위한 싸움으로 제시되었다. 예를 들어, 1918년 초 우드로 윌슨의 개인 대리인이자 노동조합원인 토마스 바커는 500명 이상의 사람들(대부분 노동조합 대표자들)에게 전쟁 문제에 대해 연설하면서 그가 "독일 효율성"이라고 묘사한 것과 "미국 민주주의"를 대조했다.
일단 독일 효율성과 미국 민주주의의 차이점을 이해하면 독일의 보험, 노령 연금, 빈민가 문제 해결, 기타 노동 보호법에 대해 듣는 것으로는 길을 잃지 않을 것입니다. 독일은 노동자를 보호할 수 있지만, 그 대가로 독일 노동자는 독재 정부가 지시하는 대로 생각하고 말하고 행동해야 합니다. 독일은 노동자를 보호하지만, 그의 정신을 억압하고 영혼을 노예로 만듭니다. 독일 효율성에 대한 대가는, 반복하건대, 독일 민족의 영혼입니다.

처음에 입장을 밝히기를 거부했던 IWW는 적극적인 반전 운동을 벌이며 파업과 연설을 감행했고, 연방 및 지방 정부의 합법적 및 불법적 탄압과 친전 자경단의 공격을 받았다. IWW는 무정부주의적, 사회주의적, 비애국적, 외래적이며 독일 금에 의해 자금을 지원받는다고 낙인찍혔고, 회원과 사무실에 대한 폭력적인 공격은 1920년대까지 계속되었다.

#### 여성의 역할

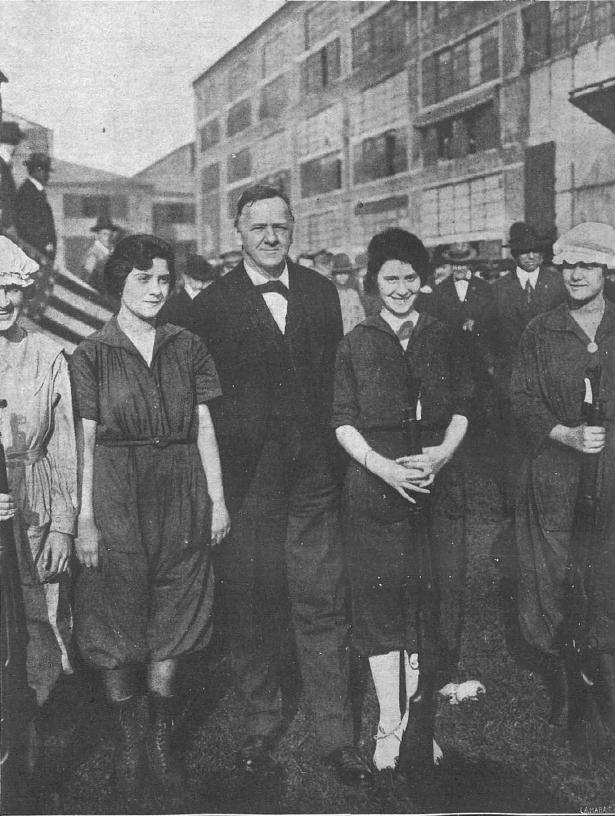
뉴욕 출신 여성 군수품 노동자들과 함께한 해군 장관 조지프스 대니얼스

제1차 세계 대전은 미국사에서 처음으로 많은 수의 여성들이 전통적인 남성 직업에 종사하는 모습을 보였다. 많은 여성들이 공장 조립 라인에서 군수품을 조립하는 일을 했다. 일부 백화점에서는 처음으로 아프리카계 미국인 여성들을 엘리베이터 안내원과 카페테리아 웨이트리스로 고용했다.
대부분의 여성들은 주부로 남았다. 식품 관리국은 주부들이 음식 예산을 절약하고 뒷마당에 전시정원을 가꾸어 가족 소비를 위한 영양가 있는 식사를 준비하도록 도왔다. 가장 중요하게, 수백만 명의 중산층 여성들이 적십자에 자원봉사자로 가입하여 군인과 그 가족들을 돕는 등 여성들의 사기는 높게 유지되었다. 드문 예외를 제외하고, 여성들은 징병을 막으려 하지 않았다.
노동부는 저명한 노동 연구자이자 사회 과학자인 메리 반 클리크가 이끄는 여성 산업 그룹을 만들었다. 이 그룹은 반 클리크가 또한 회원이었던 전쟁 노동 정책 위원회와 함께 전쟁 관련 산업에서 일하는 여성들을 위한 기준을 개발하는 데 도움을 주었다. 전쟁 후, 여성 산업 서비스 그룹은 메리 앤더슨이 이끄는 미국 여성국으로 발전했다.

### 선전
미국의 참전에 결정적인 역할을 한 것은 광범위한 국내 선전 캠페인이었다. 1917년 4월 13일, 윌슨 대통령은 선전만을 전담하는 미국 최초의 주립 기관인 공공 정보 위원회 (CPI)를 설립하는 행정 명령 2594호를 발표했다. 활기 넘치는 언론인이자 정치 캠페인 조직가인 조지 크릴은 윌슨 대통령에 의해 CPI를 이끌도록 임명되었다. 크릴은 자신의 반대자들을 불신하게 만들 모든 정보를 찾아냈다. 끝없는 에너지로 크릴은 미국 생활의 모든 측면에 영향을 미치는 복잡하고 전례 없는 선전 시스템을 개발했다. CPI는 사진, 영화, 집회, 언론 보도, 대중 회의를 통해 대중을 선전으로 포화시키며 미국인의 애국심을 고취하고 젊은 세대 사이에서 반독 감정을 부추겼다. 이는 중립 지지자들의 목소리를 효과적으로 억압했다. CPI는 또한 미국 국내 전선에서 전쟁 정보의 배포를 통제했다. 위원회의 뉴스 부서는 수천 건의 보도 자료를 발행하여 뉴스 보도에 영향을 미쳤다. 뉴스 부서는 또한 신문과 잡지의 자발적 검열 시스템을 장려하고 선동적이고 반미적인 콘텐츠를 단속했다. 1917년 간첩법과 1918년 선동법은 정부나 전쟁 노력에 대한 모든 비판을 효과적으로 불법화했다. 이 법률을 위반하면 최대 20년의 징역형을 받을 수 있었다. 기술적으로는 모든 사람에게 적용되었지만, 두 법률은 이등 시민권을 이용하여 전쟁 참여에 항의하는 이민자와 아프리카계 미국인에게 불균형적으로 적용되었다. 선전 캠페인에는 수만 명의 정부 선정 지역 지도자들이 수많은 공개 모임에서 신중하게 작성된 친전 연설을 하는 것이 포함되었다.
정부 기관 외에도, 미국 보호 연맹과 같은 공식적으로 승인된 사설 자경단은 미국의 전쟁 참전을 반대하거나 너무 많은 독일 유산을 보여주는 사람들을 면밀히 감시하고 때로는 괴롭혔다. 또 다른 비정부 친전 선전 조직은 미네소타의 아메리카 퍼스트 협회였다.

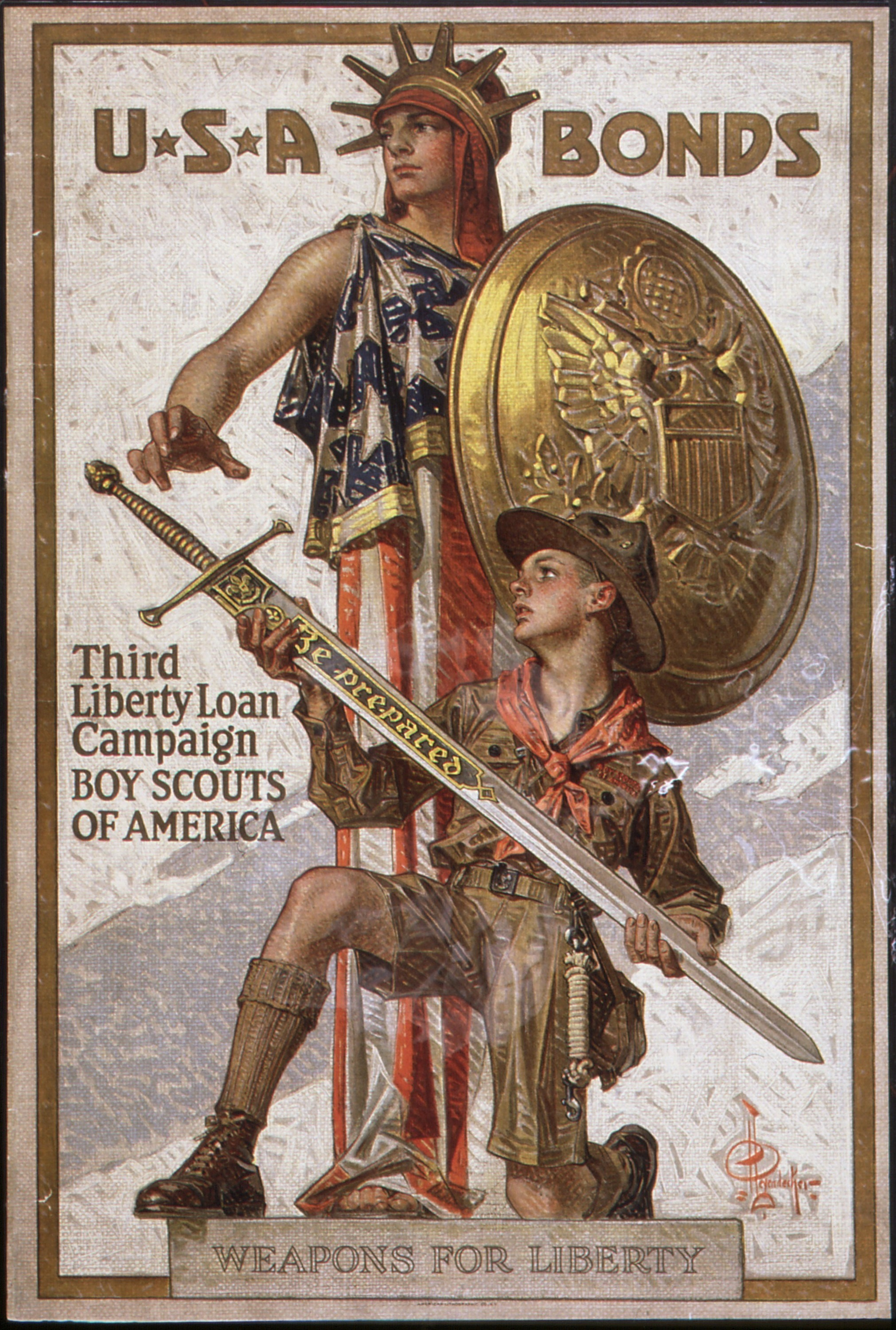
"자유를 위한 무기 – U.S.A. 채권"은 보이스카우트가 군인처럼 봉사하도록 촉구한다. J. C. 레이엔데커의 포스터, 1918년

선전은 뉴스 릴, 광고판, 잡지 및 신문 기사, 그리고 루이스 D. 팬처와 헨리 로이테르달을 포함한 당대 유명 일러스트레이터들이 디자인한 대형 포스터 등 다양한 형태를 띠었다. 1918년 정전이 서명된 후, CPI는 오늘날 선전가들이 여전히 사용하는 일부 전술을 개척하며 해체되었다.

### 어린이
국가는 어린이의 역할에 큰 중요성을 부여하여, 그들에게 애국심과 국가 봉사를 가르치고 전쟁 지지를 장려하며 전쟁의 중요성을 대중에게 알리도록 요청했다. 미국 보이스카우트 연맹은 전쟁 소책자를 배포하고, 전쟁 채권을 판매하며, 민족주의와 전쟁 지지를 이끄는 데 도움을 주었다.

## 경제적 압박
영국의 봉쇄로 인해 미국은 이미 독일과 직접 무역을 할 수 없었지만, 미국은 독일로 식량과 다른 물품을 계속 수출하던 많은 중립국에게 주요 수입원이었다. 적성국교역법과 같은 조치를 통해 미국은 중립국들에게 독일과의 무역을 줄이고 궁극적으로 완전히 중단하도록 엄청난 압력을 가할 수 있었다.

## 미군
1917년까지 미국은 작은 규모의 군대만을 유지하고 있었는데, 실제로 전쟁에 이미 참여하고 있는 13개 주보다도 작았다. 1917년 1917년 선택적 병역법이 통과된 후, 400만 명의 남성이 징집되었다. 훈련 캠프 활동 위원회는 병사들의 사기와 사기를 향상시키기 위해 노력했다.
1918년 여름까지 약 200만 명의 미군 병력이 프랑스에 도착했으며, 이 중 약 절반은 최전선에서 복무했다. 11월 11일 휴전까지 약 1만 명의 미군 병력이 매일 프랑스에 도착하고 있었다. 1917년, 의회는 제1차 세계 대전에 참여하기 위해 징집된 푸에르토리코인들에게 존스 법의 일환으로 미국 시민권을 부여했다. 독일 제국은 분쟁의 결과에 대한 미국의 영향력을 잘못 계산했는데, 미군 병력이 도착하는 데 몇 달 더 걸릴 것이라고 믿었고, 미국의 병력 증강 속도를 늦추는 U보트의 효과를 과대평가했다. 생미이 전투를 시작으로, 미국 원정군이 참가한 첫 주요 전투의 미군 전쟁 노력의 지도자는 미육군장군 존 J. 퍼싱 장군, 해군 제독 윌리엄 심스, 그리고 항공 서비스 사령관 메이슨 패트릭이었다.

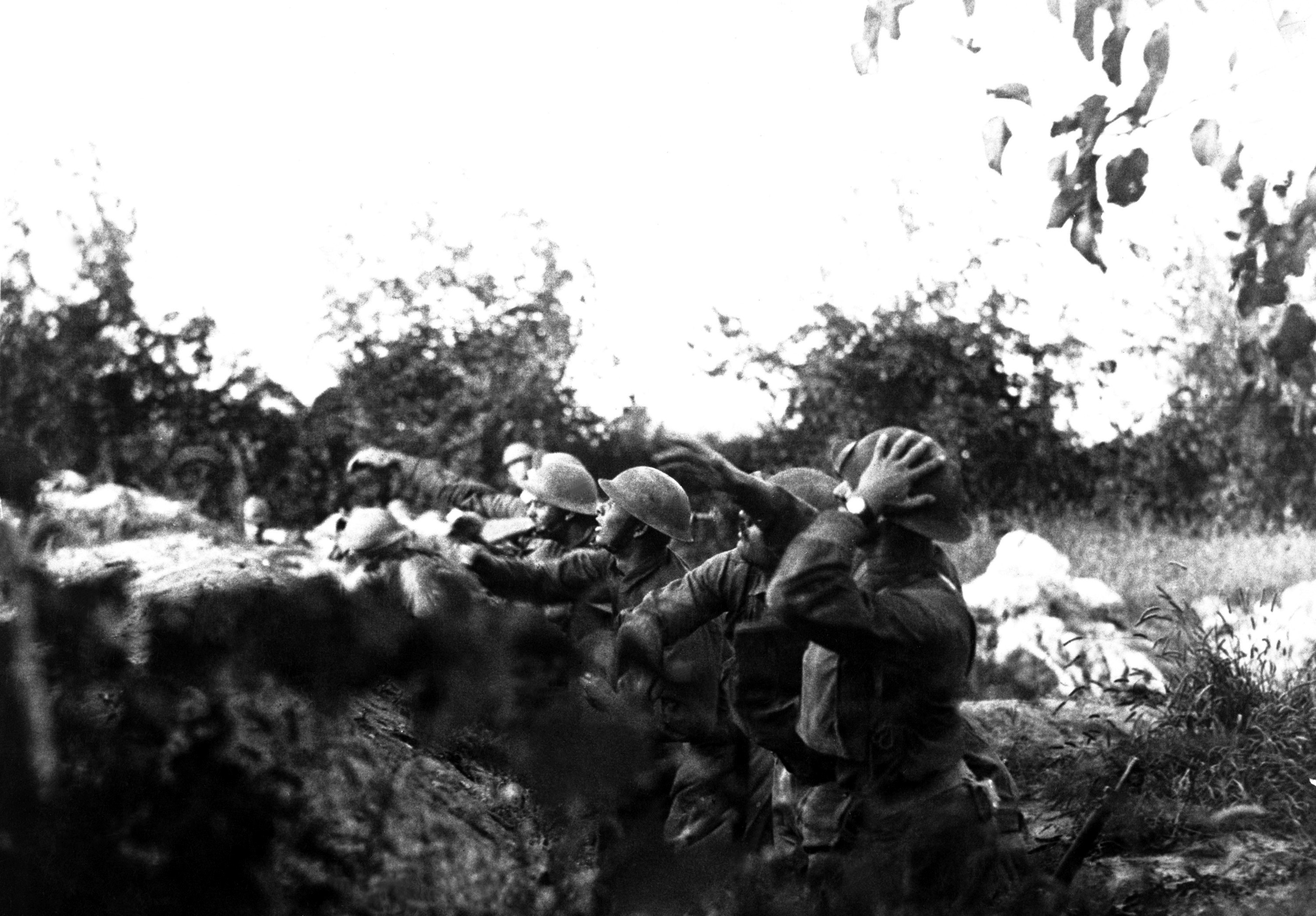
피아베 전선에서 오스트리아 참호에 수류탄을 던지는 미군 병사들

미국 해군은 전함 부대를 스카파 플로에 보내 영국 그랜드 함대와 합류하고, 구축함을 퀸스타운, 아일랜드에, 잠수함을 보내 호송대를 보호하도록 했다. 여러 해병대 연대도 프랑스로 파견되었다. 영국과 프랑스는 미군 부대가 이미 전선에 있는 자국 병력을 강화하는 데 사용되기를 원했으며, 부족한 수송선을 보급품을 운반하는 데 낭비하지 않기를 바랐다. 미국은 첫 번째 제안을 거부하고 두 번째 제안을 수용했다. 미국 원정군 (AEF) 사령관 존 J. 퍼싱 장군은 미군 부대를 영국군과 프랑스군의 단순한 증원 병력으로 분할하는 것을 거부했다. 예외적으로, 그는 93전투사단을 구성하는 아프리카계 미국인 전투 연대가 프랑스 사단에서 싸우도록 허용했다. 이는 그가 프랑스군에 병력을 제공하겠다는 약속을 이행하면서도, 최전선에서 싸울 수 없다는 사실에 분개한 흑인 전투 연대들을 달래는 데 도움이 되었다. 할렘 헬파이터스는 프랑스 제16사단 소속으로 샤토티에리, 벨로 숲, 세쇼에서의 활약으로 크루아 드 게르를 받았다.

### 군대의 아프리카계 미국인

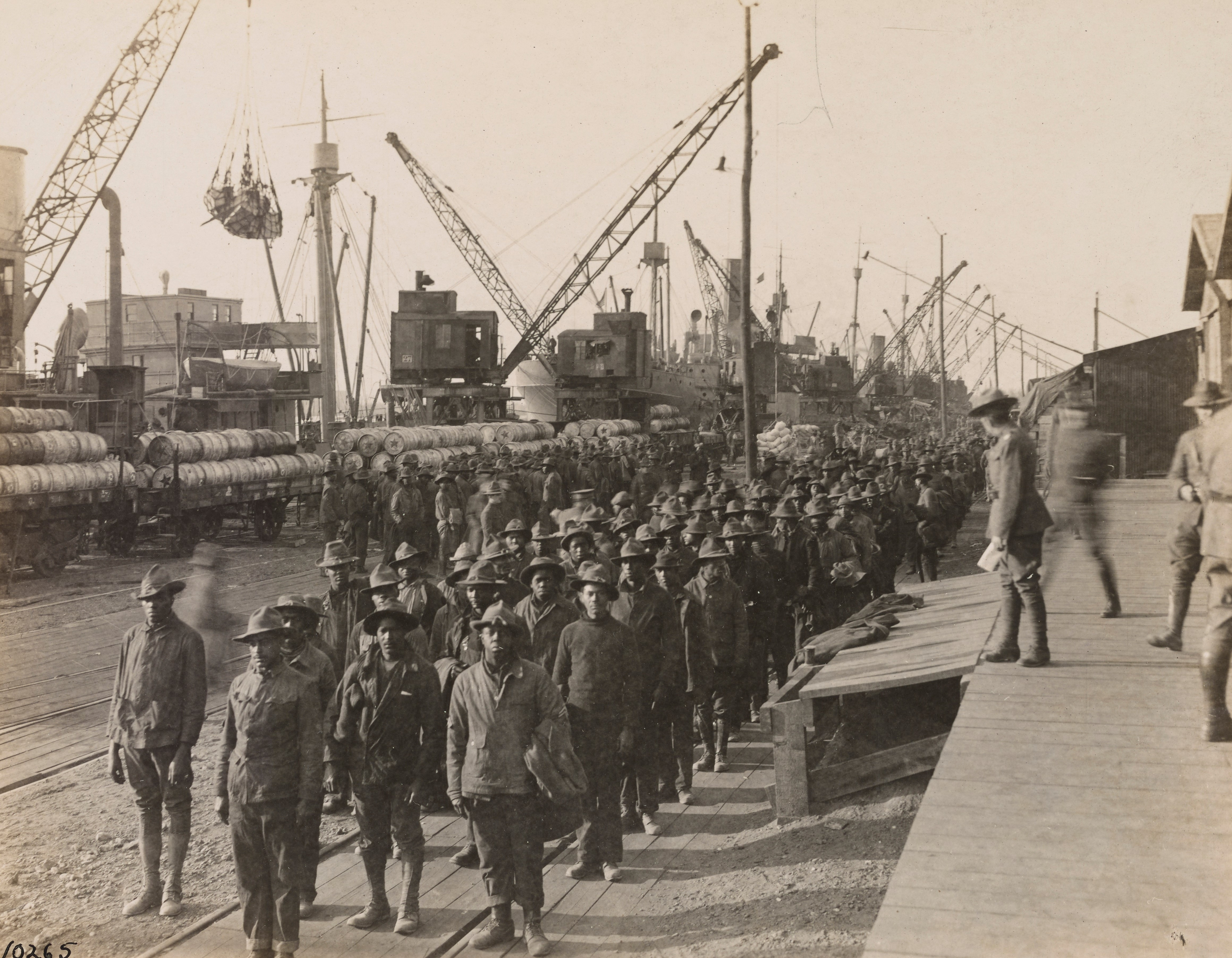
아프리카계 미국인 노동자들이 1918년 4월 보르도 바상스 부두에서 야간 근무를 위해 줄을 서 있다.

1917년부터 1918년까지 약 40만 명의 흑인 남성이 군대에 입대했으며, 이 중 절반이 유럽으로 파견되었다. 그러나 92사단과 93사단 전투 부대의 4만 2천 명을 제외하고는, 대다수의 아프리카계 미국인들은 백인 장교들이 흑인 남성이 최전선 병사에게 필요한 '정신적 스태미너와 도덕적 강인함'이 부족하다고 믿었기 때문에 실제 전투 역할에 복무할 수 없었다. 육군에 입대하여 유럽으로 파견된 사람들은 대부분 노동 대대에서 군수지원사령부 (SOS) 소속으로 복무했다. 이 부대에 배치된 아프리카계 미국인들은 종종 배에서 물품을 내리거나 항구에서 최전선 근처의 창고로 물품을 운반하는 것과 같은 힘든 노동을 했다. 이 대대들은 또한 브레스트, 보르도, 마르세유, 생나제르와 같은 주요 항구 근처에 창고, 도로, 철도 및 기타 필수 기반 시설을 건설하는 임무를 맡았다.
이 부대에서 복무한 병사들은 백인 장교들이 강요하는 인종 분리 정책 때문에 미군 병사들 중 최악의 생활 환경을 겪었다. 유럽 도착 후 몇 달 동안 많은 흑인 병사들은 막사의 흙바닥에 있는 텐트에서 자고, 식당이 아닌 밖에서 식사하며, 임시 야외 변소를 사용하고, 임시 욕실에서 씻어야 했다고 보고했다. 전쟁이 계속되면서 상황은 크게 개선되지 않았다. 더욱이, 아프리카계 미국인 신병들은 백인 신병들로부터 다양한 형태의 학대를 받았다. 아프리카계 미국인 병사들이 가까이서 일하거나 생활하는 백인 병사들에게 언어 폭력을 당한 여러 사례가 있었다. 어떤 경우에는 신체적 학대도 발생했다. 생나제르의 노동 대대에서 일했던 엘리 그린은 미군이 시행하는 분리법을 위반했다는 이유로 아프리카계 미국인 남성들이 폭행당하고 심지어 살해당한 여러 사건을 보고했다. 일부는 흑인 병사들이 겪었던 노동 수용소를 짐크로 법의 수출 수단으로 보게 되었는데, 그 안의 사람들이 본질적으로 백인 장교들을 위한 하인 계급이 되었기 때문이다.
이러한 상황에도 불구하고, 주요 아프리카계 미국인 인사들은 군대 입대를 지지했다. W.E.B. 듀보이스는 동료 아프리카계 미국인들에게 "민주주의를 위해 싸우는 동료 시민들과 연합국과 어깨를 나란히 하라"고 촉구했다. 이는 아프리카계 미국인들이 전쟁 노력을 통해 미국에 대한 애국심과 충성심을 증명할 기회로 보았기 때문이다. 많은 이들은 전쟁에 참여함으로써 국내에서 확장된 권리를 얻을 수 있기를 바랐다. 하지만 휴전 후 붉은 여름에 발생한 인종 폭동으로 인해 이는 완전히 실현되지 않았다. 군 복무의 결과는 아프리카계 미국인 병사들의 정치적 인식을 날카롭게 만들었다. 많은 이들이 귀국 후 자신들을 뉴 니그로라고 칭했다. 이들은 분리된 군대 막사 밖으로 나갈 때 프랑스 민간인들이 그들을 친절하게 대하면서 이등 시민의 제약 없는 삶을 경험했다. 많은 이들이 확장된 권리를 얻기 위해 투쟁하려는 새로운 정신을 가지고 미국으로 돌아왔다. 그러나 이는 상당한 반발을 불러일으켰다. 많은 백인 미국인들은 '정상'으로 돌아가기를 원했고 아프리카계 미국인 병사들을 전시 변화의 상징으로 보았다.

### 군대의 여성
미국 여성들은 (일부 러시아 여성들처럼) 전투 역할에서 복무하지는 않았지만, 많은 여성들이 제복을 입고 간호사 및 지원 인력으로 복무하기를 열망했다. 전쟁 기간 동안, 21,498명의 미 육군 간호사 (당시 미군 간호사는 모두 여성이었다)가 미국 및 해외 군 병원에서 복무했다. 이 여성들 중 다수는 전장 근처에 배치되어 100만 명 이상의 부상당하거나 아픈 병사들을 돌봤다. 272명의 미 육군 간호사가 질병 (주로 결핵, 인플루엔자, 폐렴)으로 사망했다. 아일린 콜 스튜어트를 포함한 18명의 아프리카계 미국인 육군 간호사는 국내에서 독일인 포로와 아프리카계 미국인 병사들을 돌봤다. 그들은 일리노이주 캠프 그랜트와 오하이오주 캠프 셔먼에 배정되었고, 분리된 숙소에서 생활했다.

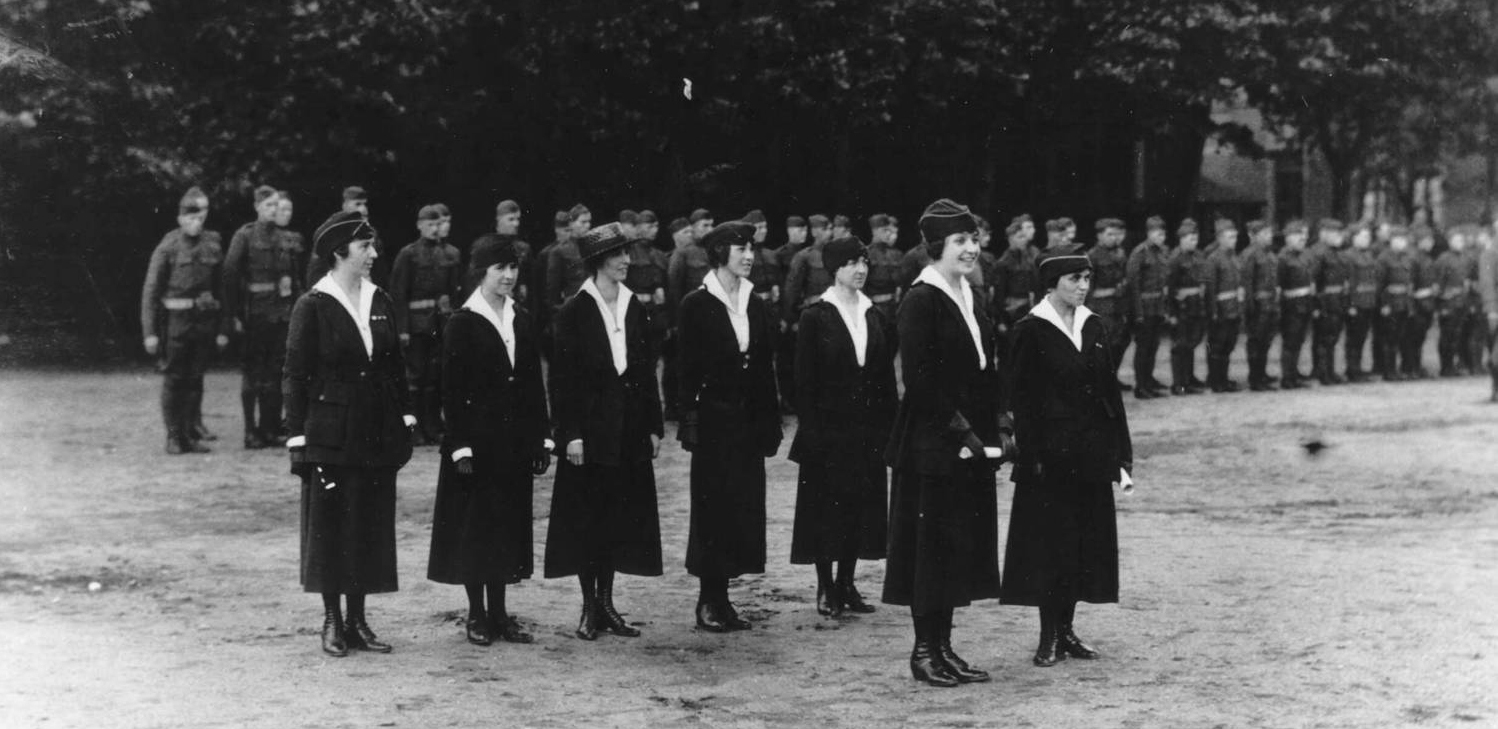
장식물을 받는 헬로 걸스

헬로 걸스는 제1차 세계 대전 당시 미국 여성 교환원의 통칭으로, 공식적으로는 신호대 여성 전화 교환원 부대(Signal Corps Female Telephone Operators Unit)로 알려져 있었다. 제1차 세계 대전 중 이 교환원들은 육군 통신대에 입대했다. 이 부대는 존 J. 퍼싱 장군이 서부 전선에서 악화되는 통신 상황을 개선하기 위해 요청하여 1917년에 창설되었다. 신호대 여성 전화 교환원 부대의 지원자들은 명령이 누구에게나 들릴 수 있도록 영어와 프랑스어에 능통해야 했다. 7,000명 이상의 여성이 지원했지만 450명만이 합격했다. 이 여성들 중 다수는 전직 전화 교환원이거나 통신 회사 직원들이었다. 그들이 육군 제복을 입고 육군 규정의 적용을 받았음에도 불구하고 (그리고 최고 교환원 그레이스 뱅커는 특무 훈장을 받았다), 그들은 "명예로운 전역"을 받지 못하고 군에 고용된 "민간인"으로 간주되었는데, 이는 육군 규정이 성별을 남성으로 명시했기 때문이었다. 제1차 세계 대전 종전 60주년인 1978년이 되어서야 의회는 신호대 여성 전화 교환원 부대에서 복무했던 남은 여성들에게 참전용사 지위와 명예로운 전역을 승인했다.
정규군에 처음으로 입대한 미국 여성은 전쟁 중 미 해군 현역에 편입된 13,000명의 여성들이었다. 그들은 국내에서 근무하며 남성과 동일한 혜택과 책임을 받았고, 동일한 급여(월 28.75달러)를 받았으며, 전쟁 후에는 참전용사로 대우받았다.
미 해병대는 국내에서 서기 및 전화 교환원과 같은 직책을 채워 "남성을 전투에 투입"하기 위해 305명의 여성 해병대 예비역(F)을 모집했다.
제1차 세계 대전 중, 머틀 헤저드는 해안경비대에 입대하여 전신 기사로 복무했으며, 전기 기사 1급으로 전역했다. 그녀는 전쟁 중 해안경비대에서 복무한 유일한 여성이었으며, USCGC 머틀 헤저드의 이름이 그녀를 기려 명명되었다. 전시 신문은 쌍둥이 자매인 제네비브와 루실 베이커가 해안경비대에서 복무한 첫 여성이라고 잘못 보도했다. 그들은 입대하려 했지만 받아들여지지 않았다.
이 여성들은 적대 행위가 중단되자 제대했으며, 간호 부대를 제외하고는 제복을 입은 군대는 다시 전적으로 남성으로만 구성되었다. 1942년, 여성들은 주로 영국 모델을 따라 다시 군대에 편입되었다.

### 미군이 전쟁에 미친 영향

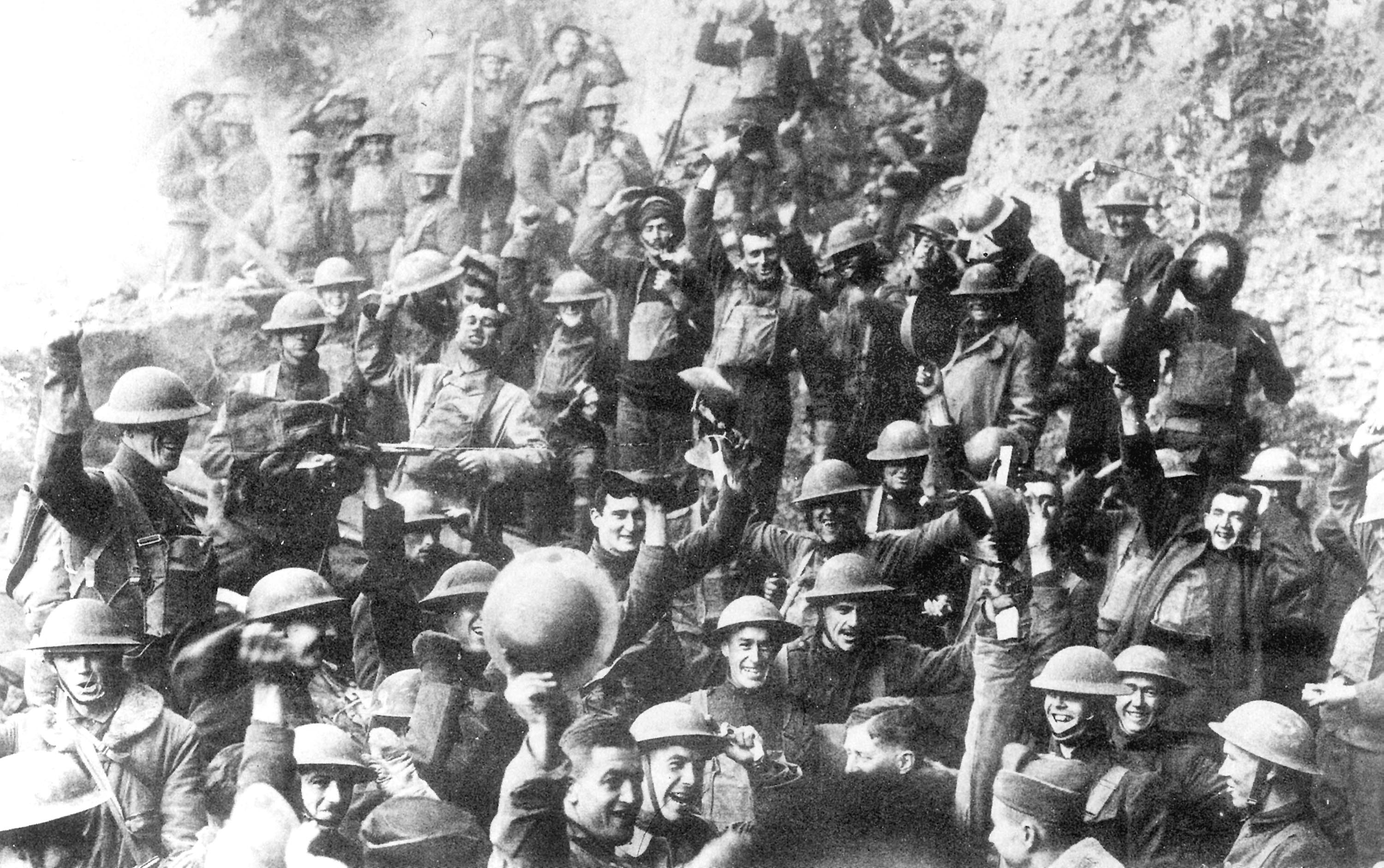
1918년 11월 11일, 제7보병사단 소속 미 제64연대 병사들이 휴전 소식을 축하하고 있다.

1918년 봄 프랑스 전장에서는 전쟁에 지친 연합군 병사들이 신선한 미군 병력들을 열렬히 환영했다. 이들은 독일군이 손실을 보충할 수 없던 시기에 하루 1만 명의 비율로 도착했다. 미국은 캉티니에서 승리했고, 이어 샤토티에리와 벨로 숲에서 방어전을 펼쳤다. 미국은 영국 제국, 프랑스, 포르투갈군이 강력한 독일의 최종 공세 (1918년 3월부터 7월까지의 춘계 공세)를 격파하고 물리치는 데 기여했으며, 무엇보다 미국은 연합군의 최종 공세 (8월부터 11월까지의 백일 공세)에서 중요한 역할을 했다. 그러나 많은 미국 지휘관들은 영국, 프랑스, 독일 등이 전쟁 초기에 포기했던 동일한 결함 있는 전술을 사용했기 때문에, 많은 미국 공세는 특별히 효과적이지 않았다. 퍼싱은 이러한 정면 공격에 병력을 계속 투입했으며, 이는 경험 많은 독일 및 오스트리아-헝가리 부대에 대한 눈에 띄는 군사적 성공 없이 높은 사상자를 초래했다. 그럼에도 불구하고, 새롭고 신선한 미군 병력의 투입은 연합군의 전략적 위치를 크게 강화하고 사기를 북돋았다. 연합군은 1918년 11월 11일 독일의 본토와 전장에서의 사기가 무너지면서 독일 제국에 대한 승리를 거두었다.

### 자동차

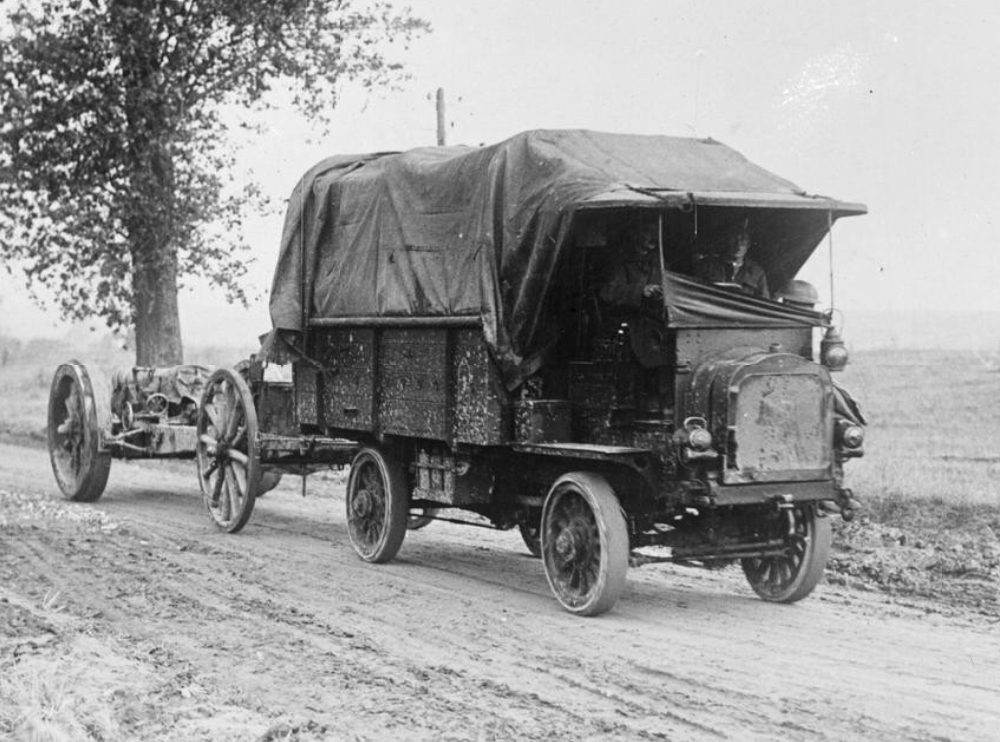
FWD '모델 B', 3톤, 4x4 트럭

미국이 전쟁에 참전하기 전에도, 특히 FWD 오토 컴퍼니와 제프리/내쉬 쿼드가 만든 많은 미국산 중형 4륜구동 트럭은 이미 영국, 프랑스, 러시아에 의해 구매되어 외국 군대에서 사용되고 있었다. 전쟁이 시작될 무렵, 자동차는 말과 짐마차를 대체하기 시작했지만, 유럽의 진흙탕 길과 전장에서는 2륜구동 트럭이 계속해서 진흙에 빠졌고, 주요 연합국들은 필요한 만큼의 4륜구동 트럭을 생산할 수 없었다. 미국 육군은 표준 11⁄2 미국톤 (3000파운드/1.36미터톤)의 짐을 운반하는 데 사용되는 4노새 팀을 트럭으로 대체하기를 원했고, 1912년 말 회사들에 제안요청서를 요청했다. 이로 인해 토마스 B. 제프리 컴퍼니는 1913년 7월까지 유능한 4륜구동, 11⁄2 미국톤 용량의 트럭인 "쿼드"를 개발하게 되었다.

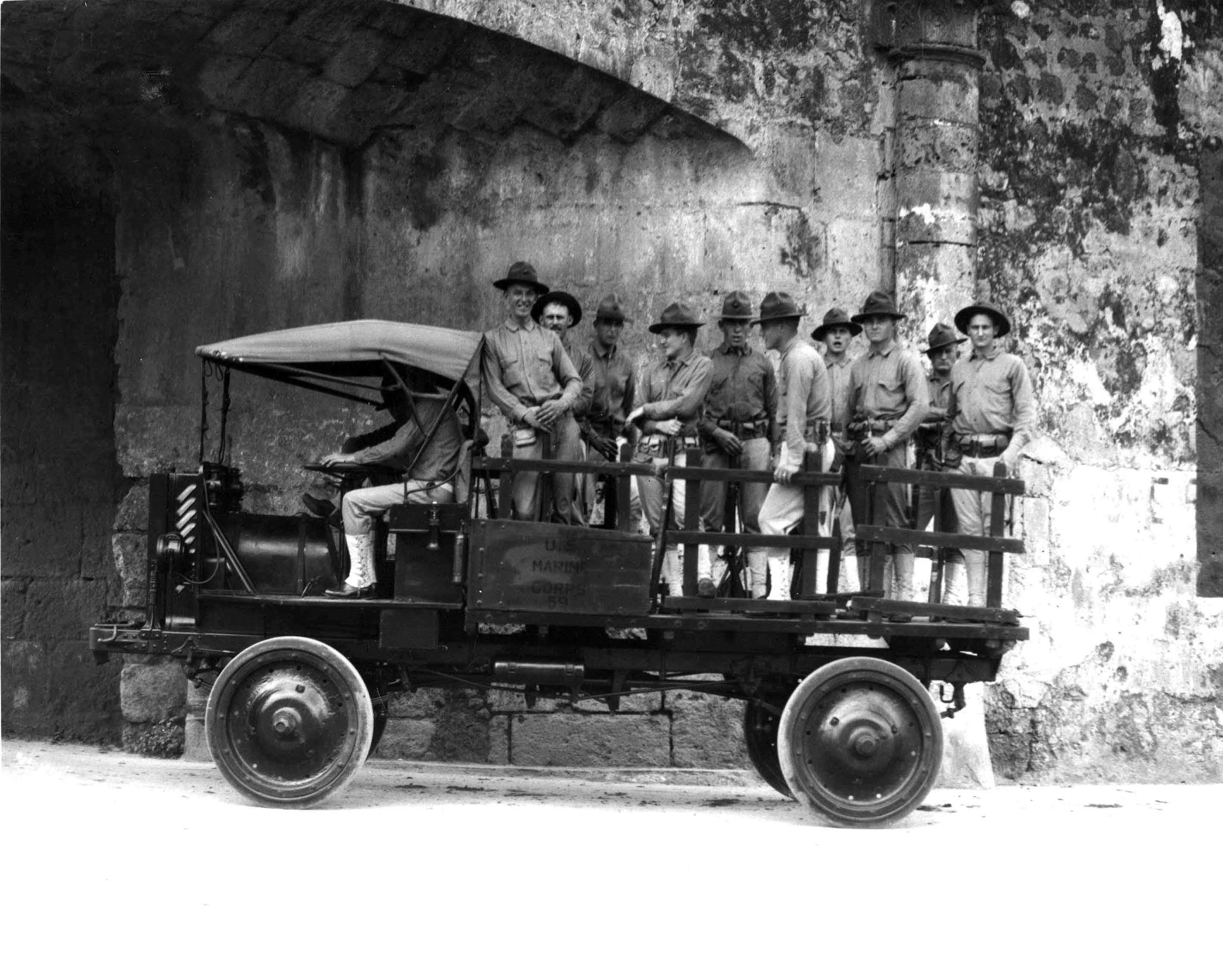
1916년경 산토도밍고 요새에서 제프리 쿼드에 탑승한 미국 해병대원들.

제프리 쿼드 트럭과 1916년 이후 내쉬 모터스가 회사를 인수한 후의 내쉬 쿼드는 여러 연합국의 제1차 세계 대전 노력, 특히 프랑스의 노력에 크게 기여했다. 미국은 USMC의 미국의 아이티 점령, 도미니카 공화국 점령 (1915년~1917년), 그리고 1916년 멕시코에 대한 판초 비야 원정에서 쿼드를 처음으로 채택했다. 미국이 제1차 세계 대전에 참전하자 존 J. 퍼싱 장군은 유럽 전역에서 내쉬 쿼드를 대량으로 사용했다. 이 트럭은 연합 원정군의 핵심 전력이 되었는데, 일반 수송 트럭뿐만 아니라 제프리 장갑차 형태로도 사용되었다. 1913년부터 1919년 사이에 약 11,500대의 제프리/내쉬 쿼드가 생산되었다.

모델 B FWD 트럭을 운전하는 루엘라 베이츠 – 홍보 사진.

초기 군사 시험에서 포 휠 드라이브 차량의 성공은 미국 회사가 자동차 제조에서 트럭 제조로 전환하게 했다. 제1차 세계 대전 동안, 미국 육군은 "트럭, 3톤, 모델 1917"이라는 이름으로 15,000대의 FWD 모델 B, 3톤 (6000파운드/2700kg) 용량 트럭을 주문했으며, 실제로 14,000대 이상이 인도되었다. 영국 육군은 2929대의 트럭을 구매했으며, 이 중 1599대가 서부 전선에서 사용되었다. 제1차 세계 대전에서 FWD 및 제프리/내쉬 4륜구동 트럭이 대량으로 필요해지자, 수요를 충족시키기 위해 두 모델 모두 여러 추가 회사에서 라이선스 생산되었다. FWD 모델 B는 4개 추가 제조업체에서 라이선스 생산되었다.
쿼드와 FWD 트럭은 5자리 수로 생산된 세계 최초의 4륜 구동 차량이었으며, 이는 제2차 세계 대전에서 미국과 연합군이 4x4 및 6x6 트럭을 결정적으로 사용하게 한 많은 특징적인 기술 혁신을 포함했다. 쿼드의 생산은 총 41,674대가 제작되며 15년간 계속되었다.
사회적으로, 루엘라 베이츠를 고용한 회사는 FWD였다. 그녀는 1918년부터 1922년까지 FWD의 테스트 및 시연 운전사로 일한 최초의 여성 트럭 운전사로 여겨진다.  제1차 세계 대전 동안 그녀는 FWD 모델 B 트럭으로 위스콘신 주 전역을 여행하는 테스트 운전사였다. 전쟁 후, 포 휠 드라이브에서 일하던 대다수의 여성들이 해고되었을 때, 그녀는 시연 운전사이자 운전사로 남았다.

## 전쟁 후

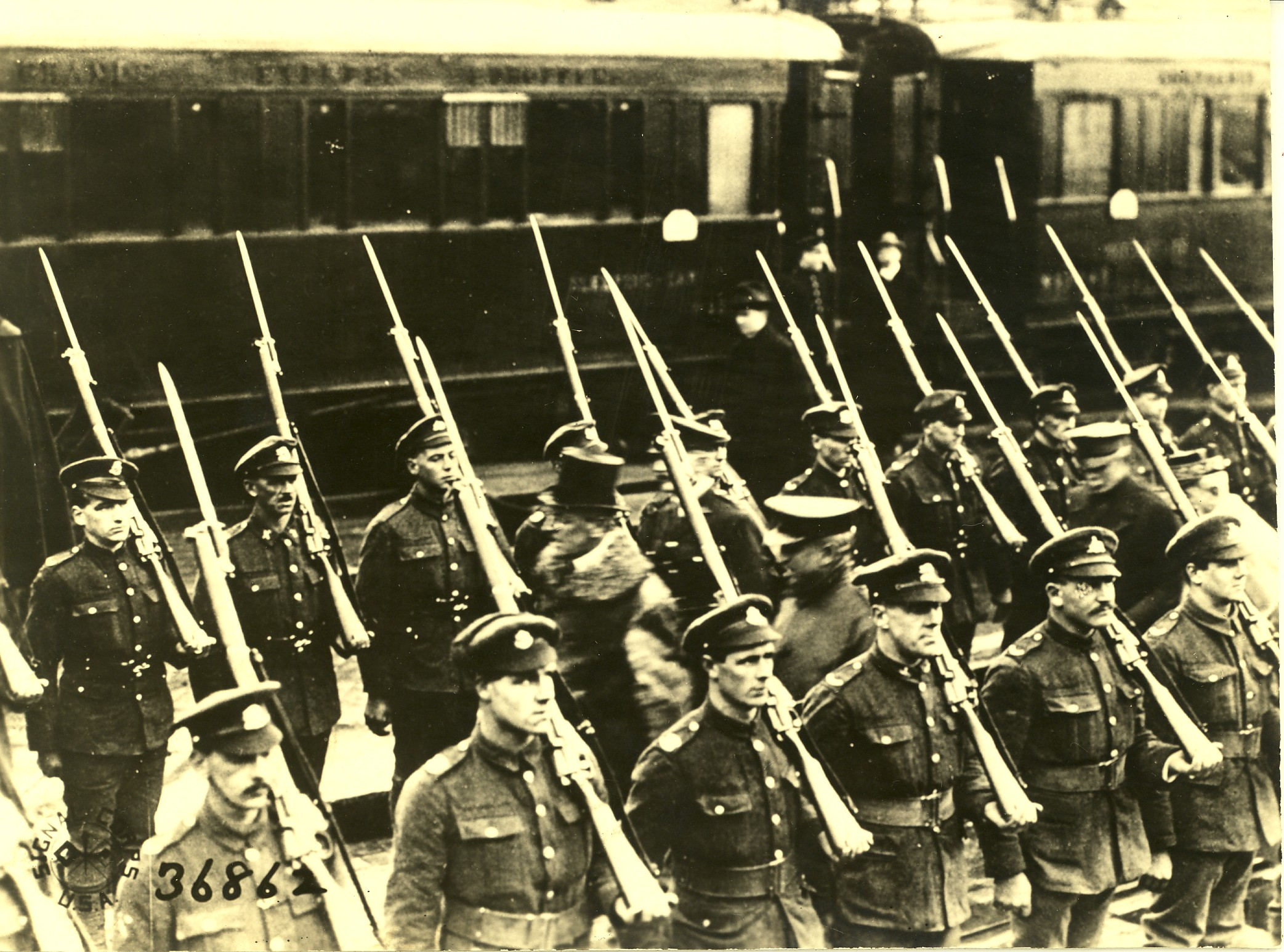
1919년 프랑스의 미군 병사들

휴전 이후 미군은 1919년부터 1923년까지 독일 라인강의 연합군 점령에 참여했다. 미군 점령 지역은 모젤강을 따라 중앙에 위치했다. 초기 점령군은 25만 명이었지만, 전쟁 종결 후 군대의 급속한 동원 해제로 인해 1919년 말에는 2만 명으로 줄어들었다. 미군은 1923년 초 워런 G. 하딩 대통령이 남은 모든 병력의 귀환을 명령할 때까지 독일에 머물렀다. 미군은 그 직후 독일을 떠났고 점령 지역은 프랑스에 인계되었다.
정부는 전시 계약을 즉시 종료하고, 징병을 끝냈으며, 수송 수단이 확보되는 대로 유럽에서 군대를 귀국시키기 시작했다. 그러나 참전용사를 위한 제대군인 원호법이나 재정적, 교육적 혜택은 없었고, 이러한 부족은 특히 해외참전용사회와 새로운 미국 재향군인회와 같은 대규모 참전용사 단체들에게 주요 정치적 문제가 되었다. 재조정 기간은 치솟는 실업률, 대규모 파업, 그리고 1919년의 인종 폭동으로 특징지어졌다. 대중은 "정상"으로의 회귀를 요구했으며, 1920년 선거에서 보수 공화당원 워런 G. 하딩을 당선시켜 윌슨을 부인했다.

## 같이 보기
- 제4차 정당제
- 제1차 세계 대전 중 미국의 전역
- 미국의 역사 (1865년~1917년)
- 존 J. 퍼싱 제1차 세계 대전 사상자 목록
- 우드로 윌슨 행정부
- 스페인 독감

## 자료
- Karp, Walter (1979), 《The Politics of War》 1판, Harper & Row, ISBN 0-06-012265-X, OCLC 4593327
- Wilgus, A. Curtis (1958). 《The Caribbean: British, Dutch, French, United States》. University of Florida Press. ISBN 0-8139-1565-1.

## 추가 문헌
- Bailey, Thomas. A Diplomatic History of the American people (1947) pp 610–680 online
- Bassett, John Spencer. Our War with Germany: A History (1919) online edition
- Breen, William J. Uncle Sam at Home: Civilian Mobilization, Wartime Federalism, and the Council of National Defense, 1917-1919 (1984)
- Byerly, Carol R. (2010). 《The U.S. Military and the Influenza Pandemic of 1918–1919》. 《Public Health Reports》 125 (미국 국립 의학 도서관). 82–91쪽. doi:10.1177/00333549101250S311. ISSN 1468-2877. PMC 2862337. PMID 20568570.
- Capozzola, Christopher. Uncle Sam Wants You: World War I and the Making of the Modern American Citizen (2008)
- Chambers, John W., II. To Raise an Army: The Draft Comes to Modern America (1987) online
- Clements, Kendrick A. The Presidency of Woodrow Wilson (1992)
- Coffman, Edward M. The War to End All Wars: The American Military Experience in World War I (1998), a standard military history. online free to borrow
- Committee on Public Information. How the war came to America (1917) online  840pp detailing every sector of society
- Cooper, John Milton. Woodrow Wilson: A Biography (2009)
- Cooper, John Milton. "The World War and American Memory." Diplomatic History (2014) 38#4 pp: 727-736.
- Doenecke, Justus D. Nothing Less than War: A New History of America's Entry into World War I  (University Press of Kentucky, 2011)
- DuBois, W.E. Burghardt, "An Essay Toward a History of the Black Man in the Great War," The Crisis, vol. 18, no. 2 (June 1919), pp. 63–87.
- Epstein, Katherine C. “The Conundrum of American Power in the Age of World War I,” Modern American History (2019): 1-21.
- Hannigan, Robert E. The Great War and American Foreign Policy, 1914–24 (U of Pennsylvania Press, 2017)
- Kang, Sung Won, and Hugh Rockoff. "Capitalizing patriotism: the Liberty loans of World War I." Financial History Review 22.1 (2015): 45+ online
- Kennedy, David M. Over Here: The First World War and American Society  (2004), comprehensive coverage online
- Malin, James C. The United States After the World War (1930)
- Marrin, Albert. The Yanks Are Coming: The United States in the First World War (1986) online
- May, Ernest R. The World War and American Isolation, 1914-1917 (1959) online at ACLS e-books, highly influential study
- Nash, George H. The Life of Herbert Hoover: Master of Emergencies, 1917-1918 (1996) excerpt and text search
- Paxson, Frederic L.  Pre-war years, 1913-1917 (1936) wide-ranging scholarly survey
- Paxson, Frederic L. American at War 1917-1918 (1939) online wide-ranging scholarly survey
- Paxson, Frederic L. Post-War Years: Normalcy 1918-1923 (1948) online
- Paxson, Frederic L. ed. War cyclopedia: a handbook for ready reference on the great war (1918) online
- Resch, John P., ed. Americans at War: Society, culture, and the home front: volume 3: 1901-1945 (2005)
- Schaffer, Ronald.  America in the Great War: The Rise of the War-Welfare State (1991)
- Trask, David F. The United States in the Supreme War Council: American War Aims and Inter-Allied Strategy, 1917–1918 (1961)
- Trask, David F. The AEF and Coalition Warmaking, 1917–1918 (1993)online free
- Trask, David F ed. World War I at home; readings on American life, 1914-1920 (1969) primary sources online
- Tucker, Spencer C., and Priscilla Mary Roberts, eds. The Encyclopedia of World War I: A Political, Social, and Military History (5 vol. 2005). worldwide coverage
- Van Ells, Mark D. America and World War I: A Traveler's Guide (2014) excerpt
- Vaughn, Stephen. Holding Fast the Inner Lines: Democracy, Nationalism, and the Committee on Public Information (U of North Carolina Press, 1980) online
- Venzon, Anne ed. The United States in the First World War: An Encyclopedia (1995)
- Walworth, Arthur (1958). 《Woodrow Wilson, Volume I, Volume II》. Longmans, Green.;  904pp; full scale scholarly biography; winner of Pulitzer Prize; online free; 2nd ed. 1965
- Wevera, Peter C Wevera; van Bergenc, Leo (2014년 6월 27일). 《Death from 1918 pandemic influenza during the First World War: a perspective from personal and anecdotal evidence》. 《Influenza and Other Respiratory Viruses》 8. 538–46쪽. doi:10.1111/irv.12267. PMC 4181817. PMID 24975798.
- Woodward, David R. The American Army and the First World War (2014). 484 pp. online review
- Woodward, David R. Trial by Friendship: Anglo-American Relations, 1917-1918 (1993) online
- Young, Ernest William. The Wilson Administration and the Great War (1922) online edition
- Zieger, Robert H. America's Great War: World War I and the American Experience (2000)

### 역사 서술 및 기억
- Berg, Manfred, and Axel Jansen. "Americans in World War I–World War I in America." Journal of the Gilded Age and Progressive Era 17.4 (2018): 599-607. excerpt
- Capozzola, Chris, et al. "Interchange: World War I." Journal of American History 102.2 (2015): 463-499. https://doi.org/10.1093/jahist/jav474
- Cooper, John Milton Jr. “The World War and American Memory,” Diplomatic History 38:4 (2014): 727–36.
- Jones, Heather. “As the Centenary Approaches: The Regeneration of First World War Historiography” Historical Journal 56:3 (2013): 857–78, global perspective
- Keene, Jennifer, “The United States” in John Horne, ed., A Companion to World War I (Wiley-Blackwell, 2012), 508–23.
- Keene, Jennifer D. "Remembering the 'Forgotten War': American Historiography on World War I." Historian 78#3 (2016): 439-468.
- Rubin, Richard. The Last of the Doughboys: The Forgotten Generation and their Forgotten World War (2013)
- Snell, Mark A., ed. Unknown Soldiers: The American Expeditionary Forces in Memory and Remembrance (Kent State UP, 2008).
- Trout, Steven. On the Battlefield of Memory: The First World War and American Remembrance, 1919–1941 (University of Alabama Press, 2010)
- Woodward. David. America and World War I: A Selected Annotated Bibliography of English Language Sources (2nd ed 2007) excerpt
- Zeiler, Thomas W., Ekbladh, David K., and Montoya, Benjamin C., eds. Beyond 1917: The United States and the Global Legacies of the Great War (Oxford University Press, 2017)